# Storia militare dell'India
Il primo riferimento noto ad eserciti in quella che oggi si chiama India risale a millenni fa nei Veda e nei poemi epici Rāmāyaṇa e Mahābhārata. Dal periodo antico al XIX secolo, vennero alla ribalta numerose potenti dinastie che in taluni casi furono contrastate da capi indiani meno importanti i quali  — attraverso la guerra — contendevano loro il controllo del territorio e l'esercizio del potere. I britannici colonizzarono l'India nel XIX secolo.
Vi sono diversi antenati dell'attuale esercito indiano: i reggimenti sepoy, la cavalleria locale, le compagnie a cavallo irregolari e quelle di zappatori e genieri indiani patrocinate dalle tre presidenze britanniche. L'esercito dell'India fu istituito dall'impero anglo-indiano nel XIX secolo prendendo gli eserciti pregressi delle presidenze, fondendoli e sottomettendoli alla Corona (britannica). Il British Indian Army (esercito anglo-indiano) combatté in entrambe le guerre mondiali.
L'esercito coloniale fu sostituito dalle forze armate nazionali indiane dopo la dichiarazione di indipendenza del paese, ovvero nel 1947. Dopo la seconda guerra mondiale, molte truppe del tempo di guerra furono congedate, e le relative unità disciolte. Le ridimensionate forze armate risultanti furono spartite tra India e Pakistan. Le forze armate indiane combatterono in tutte e tre le guerre indo-pakistane e nella guerra sino-indiana (1962). L'India combatté ancora la guerra del Kargil con il Pakistan nel 1999, la guerra alpina disputata a maggior altitudine di ogni tempo. Le forze armate indiane hanno partecipato a diverse operazioni di peacekeeping delle Nazioni Unite e sono attualmente il secondo maggior fornitore di truppe della forza di interposizione internazionale.

## Periodo vedico

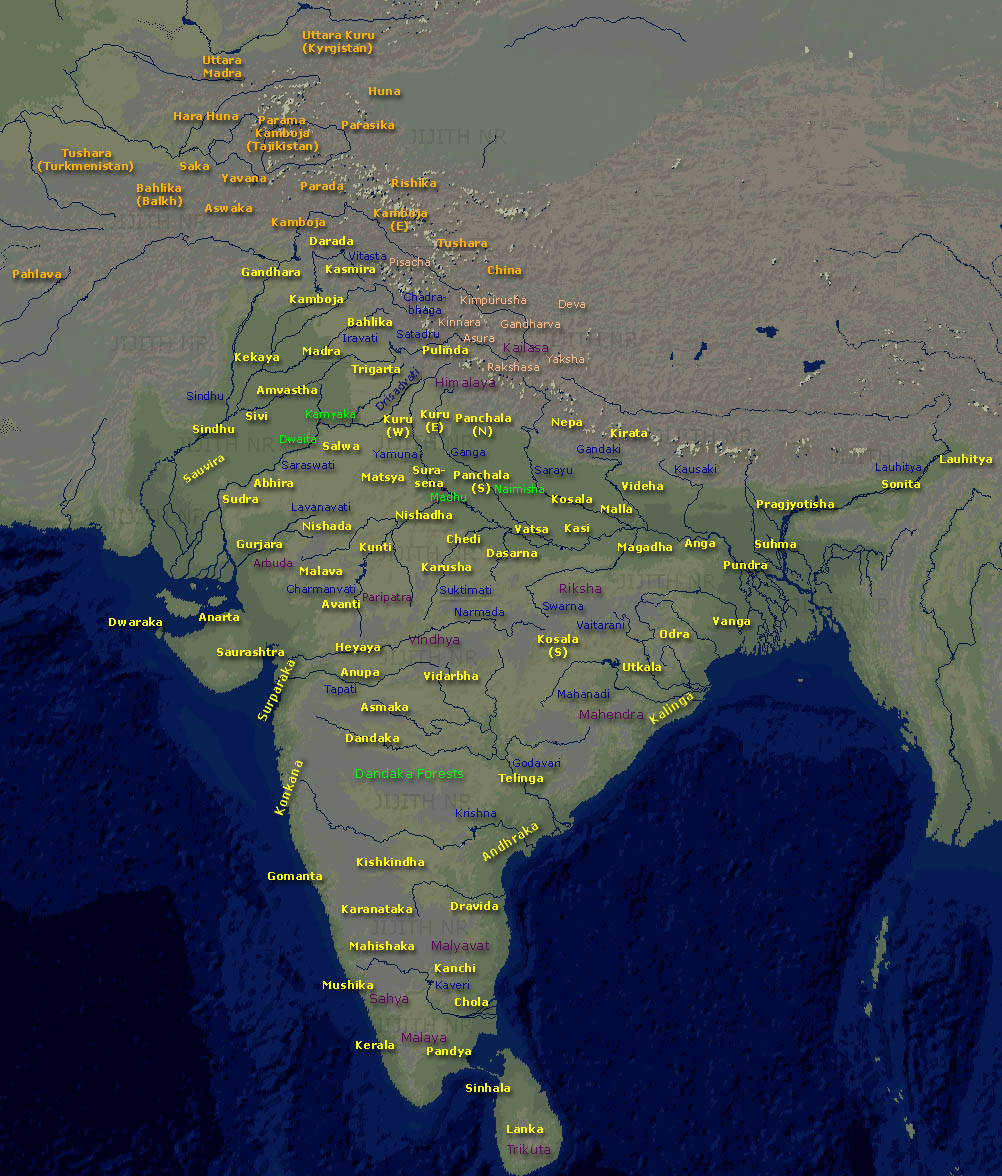
Mappa dell'India all'epoca del Rāmāyaṇa e Mahābhārata

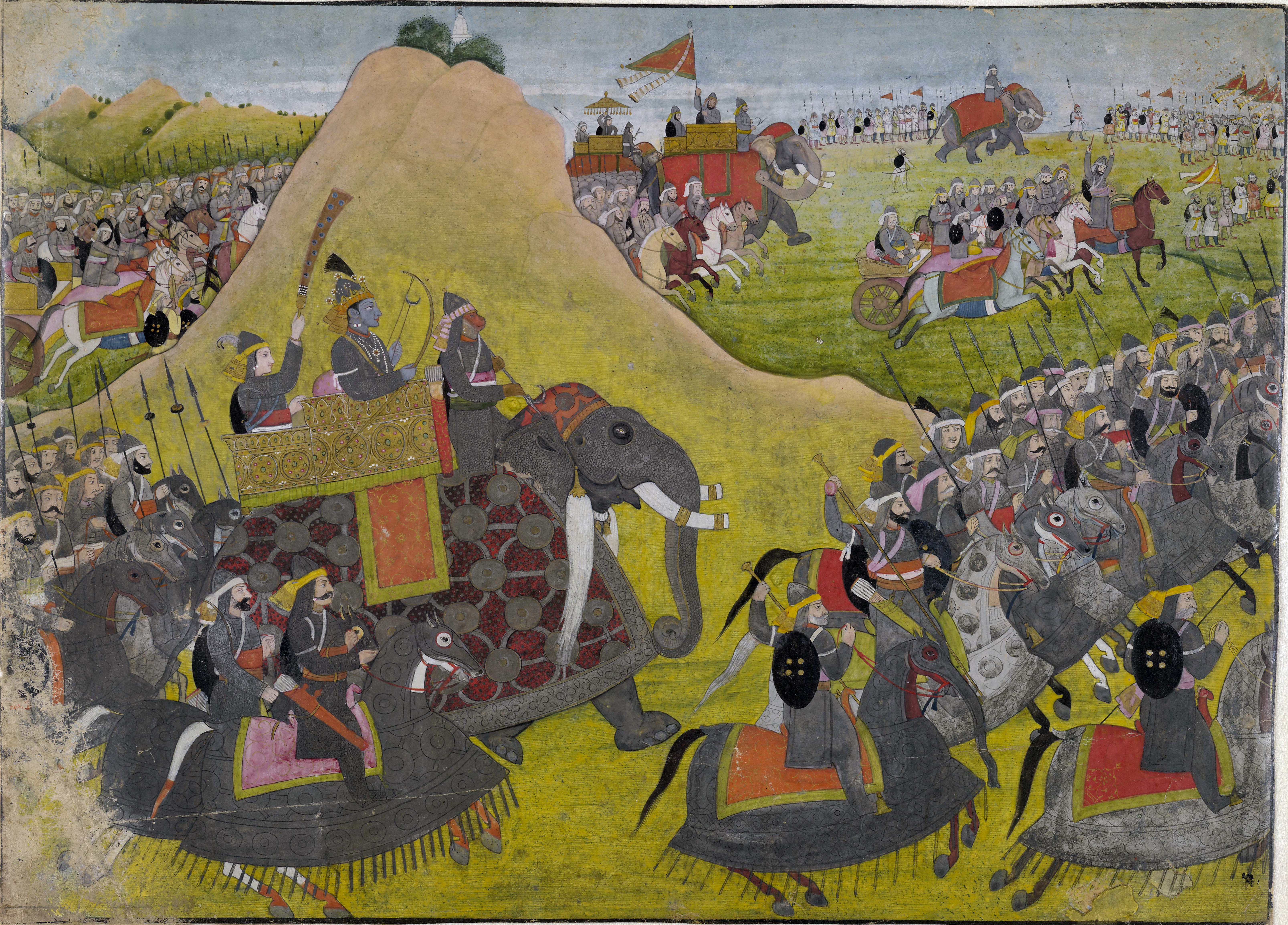
Rāma va in battaglia

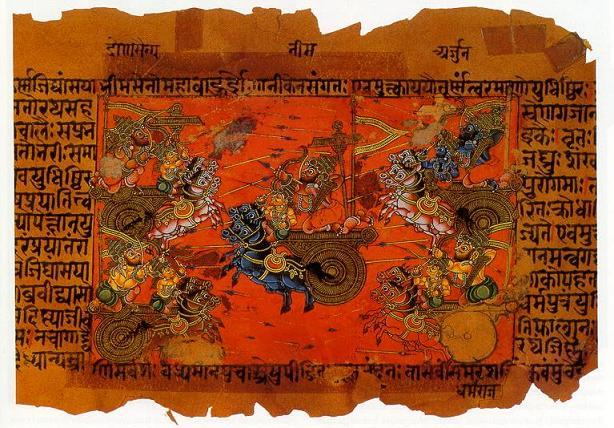
Illustrazione dal manoscritto della battaglia di Kurukshetra

Le tribù rigvediche di indoari erano guidate dai rispettivi capi tribali (raja) e si scontravano tra loro e con tribù di altra etnia. Usavano armi di bronzo e carri da guerra con le ruote a raggi, trainati da cavalli, descritti soprattutto nel Ṛgveda. La parte più grossa del bottino ricavato dalle spedizioni di razzia e dalle battaglie andava al capotribù. I guerrieri appartenevano al Varṇa Kshatriya.
I Veda e altri testi collegati risalenti al periodo vedico (Età del ferro) succeduto al periodo rigvedico (circa 1100–500 a.C.) contengono le prime menzioni scritte di eserciti in India. Il più antico impiego conosciuto dell'elefante da guerra è databile in questo periodo; gli animali sono nominati in parecchi inni in sanscrito vedico.

Il Padmavyūha è una formazione militare multi-livello che assomiglia a un fiore di loto (padma, पद्म) o a un disco (chakra, चक्र) se visto dall'alto..

I due grandi poemi epici dell'India, Rāmāyaṇa e Mahābhārata, sono incentrati sui conflitti tra i Mahajanapadas emergenti e fanno riferimento a formazioni militari, teorie della guerra e armi esoteriche. Parlano di eserciti permanenti che usavano carri ed elefanti da guerra, e addirittura macchine volanti. Il Ramayana descrive molto dettagliatamente le fortificazioni di Ayodhya. Il Mahabharata descrive varie tecniche militari come il Padmavyuha usato nella guerra di Kurukṣetra (durata 18 anni, ma in un'epoca, sicuramente "avanti Cristo", benché imprecisata, secondo alcuni perfino leggendaria).

## Dinastie Magadha

### Dinastia Shishunaga
L'espansionista re Bimbisāra conquistò Anga nell'attuale Bengala occidentale e rinforzò il presidio della capitale magadha, Rajagriha. Ajātashatru (il cui regno sarebbe durato dal 492 al 460 a.C.) costruì un nuovo forte a Pataliputra, nuova capitale magadha, per lanciare un attacco contro i licchavi attraverso il Gange. Alcuni testi giainisti narrano che avrebbe usato una catapulta ed un carro coperto da combattimento con una mazza oscillante che potrebbe essere visto come l'antesignano dell'odierno carro armato.

### Dinastia Nanda

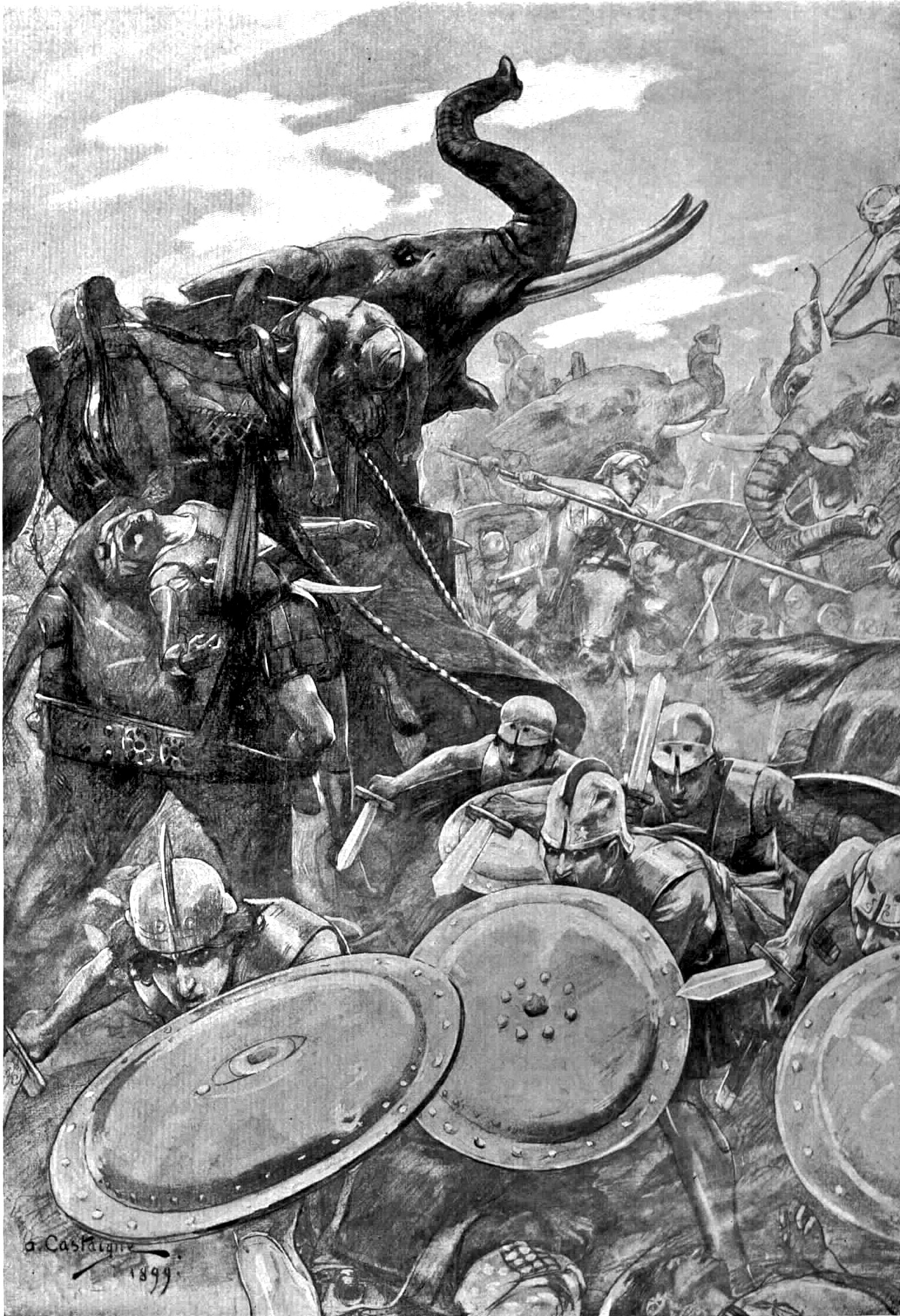
La falange attacca al centro della battaglia dell'Idaspe, disegno di André Castaigne (1898-1899).

La dinastia Nanda scaturì nella zona di Magadha nell'antica India, nel corso del IV secolo a.C. Al suo apogeo, l'impero governato dalla dinastia Nanda si estendeva dal Bengala ad est, al Punjab ad ovest e a sud toccava i monti Vindhya.
Nel 327 a.C. Alessandro Magno iniziò la sua incursione nel Punjab.

Il re Ambhi, signore di Taxila, consegnò la città ad Alessandro. Il re macedone affrontò uno scontro epico con il monarca indiano Poro nella battaglia dell'Idaspe (326). Dopo la vittoria, Alessandro fece un'alleanza con Poro, lasciandolo satrapo di quello che era stato il suo regno.
Ad oriente di tale territorio, presso il fiume Gange, iniziava il potente regno di Magadha, sotto la dinastia Nanda.

Secondo Plutarco, al momento della battaglia del fiume Idaspe contro Alessandro, la consistenza dell'esercito Nanda era stimata in 200 000 fanti, 80 000 cavalieri, 8 000 carri da guerra e 6 000 elefanti da combattimento, il che rappresentava un serio deterrente per i guerrieri di Alessandro, tanto da arrestarne definitivamente la penetrazione in India.

### Dinastia Maurya

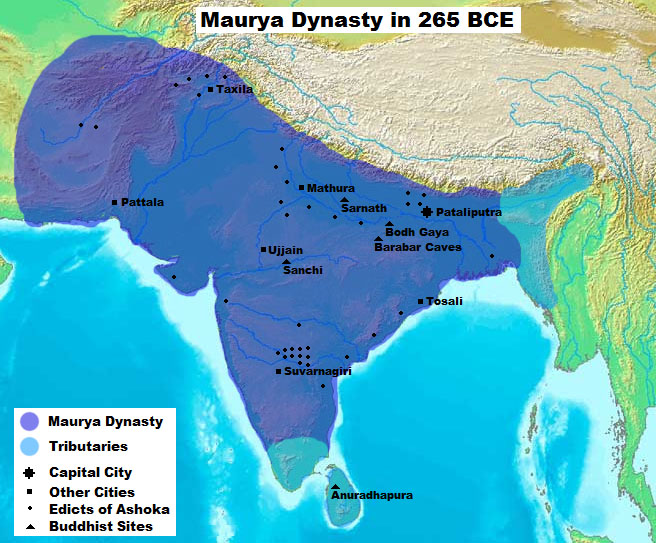
L'impero Maurya alla sua massima estensione, con Ashoka (regnò dal 268 al 232 a.C. circa).

Stando a Megastene, che fu ambasciatore dell'impero Seleucide, Chandragupta Maurya (regnò dal 324 al 297 a.C. circa) costituì un esercito di 30 000 cavalieri, 9 000 elefanti da guerra e 600 000 fanti. Chandragupta conquistò gran parte del subcontinente indiano, fondando un impero che andava dal Mar Arabico al Golfo del Bengala. Sconfisse poi l'impero Seleucide di Grecia, al tempo governato da Seleuco I, per conquistare le zone ad est dell'Indo. In seguito voltò a sud, prendendo buona parte di quella che oggi si chiama India centrale. Le sue forze armate erano amministrate da sei comandi, uno per ciascuna delle specialità dell'esercito (fanteria, cavalleria, elefanti e carri), più un comando per la marina ed un altro per logistica e sussistenza.
La fanteria del tempo era per lo più armata di longbow in bambù e di una spada a lama larga a una o due mani probabilmente simile alla khanda. Altri soldati a piedi potevano essere armati di un grande scudo rettangolare ricavato dalla pelle di un animale e di picca o giavellotti. La cavalleria portava lance. Gli elefanti venivano montati, di solito a pelo (raramente con un howdah all'epoca, poiché è un'invenzione greca), da arcieri o lanciatori di giavellotti, con un conduttore attorno al collo dell'animale. In questo momento storico i carri da guerra erano certamente al declino, ma venivano mantenuti nell'esercito per una questione di prestigio.
Nel 185 a.C., l'ultimo sovrano maurya fu assassinato da Pusyamitra Shunga, allora comandante supremo delle forze armate maurya, che successivamente avrebbe fondato la dinastia Shunga.

### Dinastia Shunga
Il periodo shunga fu contrassegnato da guerre e conflitti. Gli shunga sono conosciuti per aver combattuto i kalinga, gli shatavahana, gli indo-greci e forse i panchala e i mathura.
Le guerre che l'impero shunga condusse contro il regno indo-greco sono un capitolo fondamentale nella storia di questa epoca. Dal 180 a.C. circa il sovrano indo-greco Demetrio I di Battria conquistò la valle di Kabul e forse avanzò nella zona oltre l'Indo. All'indo-greco Menandro I si attribuisce la partecipazione alla campagna (secondo alcuni, capitanata dallo stesso Menandro) di alcuni sovrani indiani contro Pataliputra; però l'esatta natura e i risultati di questa iniziativa militare rimangono ampiamente sconosciuti o incerti.
Di Pusyamitra si tramanda che abbia compiuto due aśvamedha ("sacrificio del cavallo", in sanscrito) e iscrizioni imperiali shunga sono state reperite fino a Jalandhar. Dei testi quali il Divyavadhana riferiscono che il suo potere arrivasse anche più lontano, a Sialkot, nel Punjab.

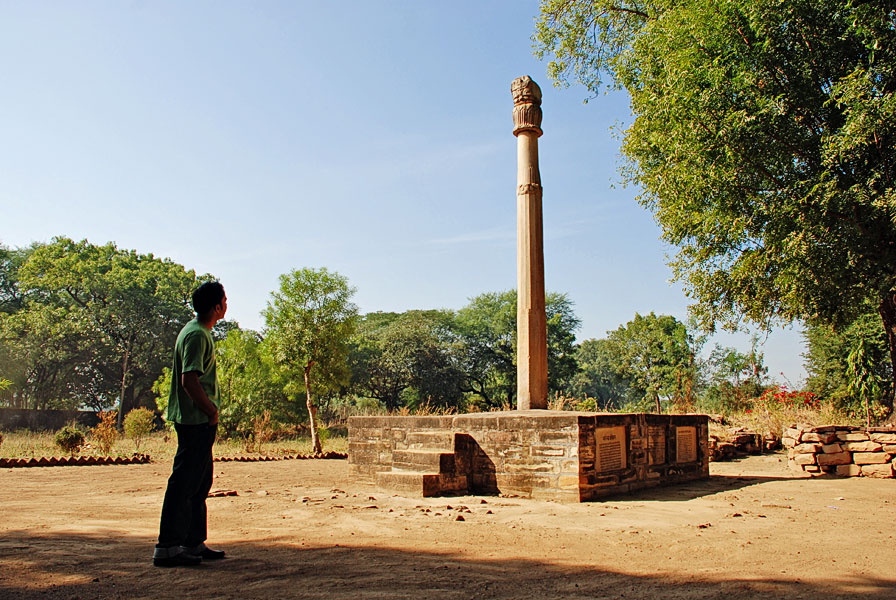
La colonna di Eliodoro in Madhya Pradesh (India)

Inoltre, se pure fu perduta, Mathura fu riconquistata dagli shunga intorno al 100 a.C. (o da altri sovrani indigeni: gli arjunayana (zona di Mathura) e gli yaudheya citano vittorie militari sulle loro monete ("vittoria degli arjunayana", "vittoria degli yaudheya"), e durante il I secolo a.C., i trigarta, gli audumbara e infine i kuninda cominciarono a loro volta a battere moneta). Si trovano racconti di battaglie tra greci e shunga nell'India nordoccidentale si trovano anche nel Mālavikāgnimitram, una commedia di Kālidāsa che descrive uno scontro tra cavalieri greci e Vasumitra, nonno di Pusyamitra, sul fiume Indo, nel quale gli indiani sconfissero i greci e Pusyamitra riuscì a compiere l'aśvamedha.
Sembra che indo-greci e shunga si siano riconciliati, stabilendo relazioni diplomatiche, intorno al 110 a.C., come risulta dalla colonna di Eliodoro, che commemora l'invio di un ambasciatore greco, Eliodoro, dalla corte del re indo-greco Antialcida alla corte dell'imperatore shunga Bhagabhadra posta in Vidisha (India centrale).

## Età aurea
I testi indiani classici sull'uso dell'arco in particolare e sulle arti marziali in genere sono conosciuti come Dhanurveda.

### Dinastia Shatavahana

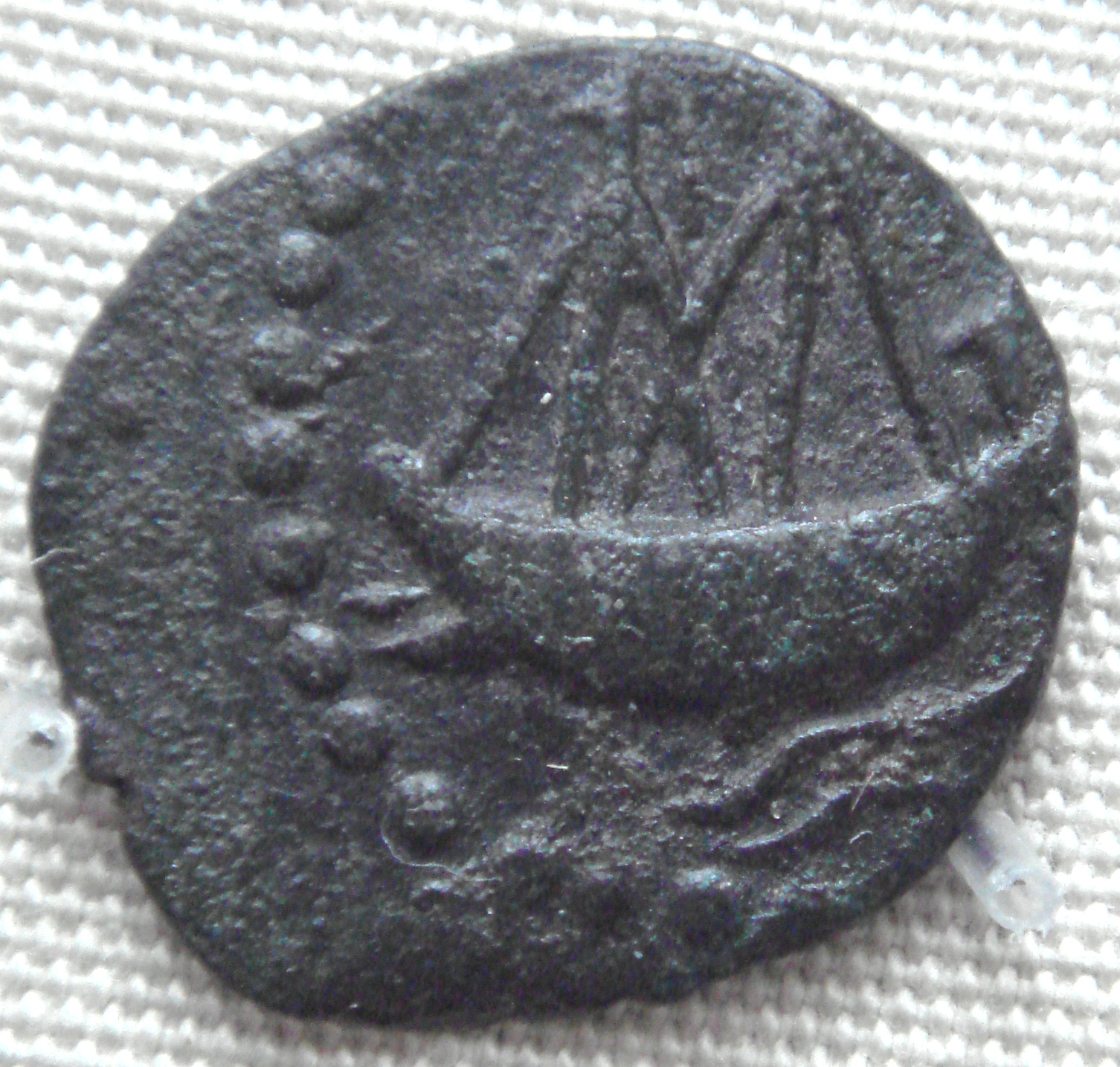
Nave indiana su una moneta in piombo del sovrano Vasisthiputra Sri Pulamavi, a ricordo delle attitudini marinare e guerriere degli shatavahana nel I e II secolo d.C.

Secondo alcune interpretazioni dei Purāṇa, la famiglia shatavahana apparteneva alla Andhra-jati ("tribù") e fu la prima dinastia del Deccan a costituire un impero nel daksinapatha (regione meridionale). Gli shatavahana (detti anche Andhra e Shalivahan) assursero al potere in quelli che oggi sono Telangana, Andhra Pradesh e Maharashtra intorno al 200 a.C. e restarono in auge per circa 400 anni. Quasi tutti gli odierni Telangana, Maharashtra, Madhya Pradesh, Chhattisgarh, Odisha, Goa, Karnataka ed Andhra Pradesh caddero in dominio degli shatavahana. La loro prima capitale fu Koti Lingala, assieme a Paithan, allora chiamata Pratishthan.
Simuka (di datazione incerta), fondatore della dinastia, conquistò Maharashtra, Malwa e parte del Madhya Pradesh. Il suo successore e fratello Kanha (o Krishna) ampliò ancora il regno verso ovest e a sud. Gli successe Satakarni I (II secolo a.C.
o I secolo a.C.), che sconfisse la dinastia Shunga dell'India settentrionale. Il suo successore, Gautamiputra Satakarni (di datazione incerta, fra il II e il I secolo a.C.), sconfisse gli invasori indo-sciti, indo-parti e indo-greci. Il suo impero si estendeva verso sud fino a Banavasi (distretto del Kannada Settentrionale), e comprendeva Maharashtra, Konkan, Saurashtra, Malwa (zona tra Madhya Pradesh e Rajasthan), il Rajasthan occidentale e Vidarbha (zona orientale del Maharashtra). Più tardi i sovrani shatavahana persero alcuni di questi territori. La supremazia shatavahana ebbe un effimero ritorno di fiamma con Yajna Sri Satakarni (variamente datato fra il II e il III secolo d.C.) ma si eclissò definitivamente con la 
morte di quest'ultimo.

### Dinastia Mahameghavahana

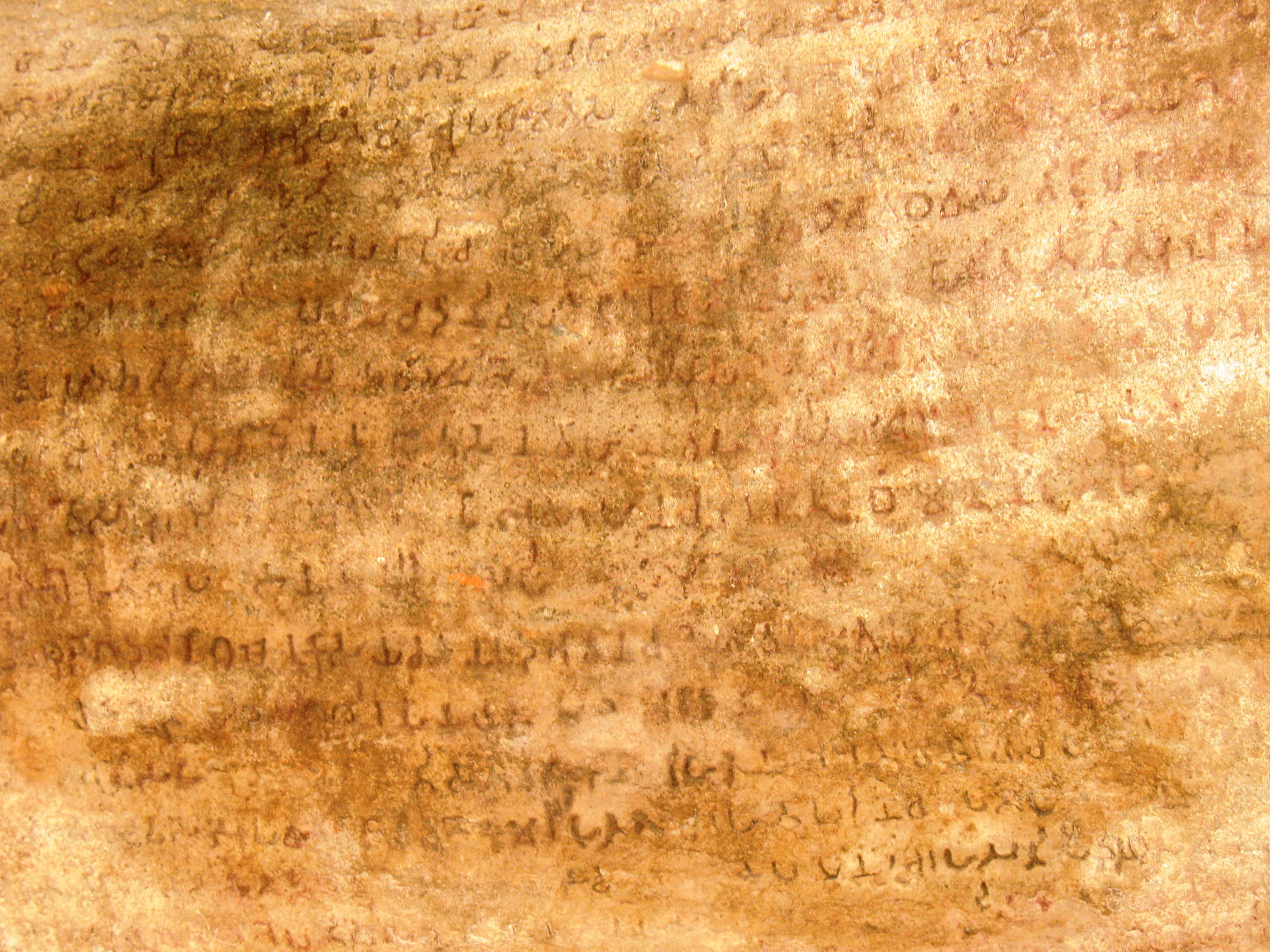
L'iscrizione di Hathigumpha (ହାତୀଗୁମ୍ଫା) nell'Orissa, è una delle più importanti fonti epigrafiche per il periodo considerato nel testo principale.

La dinastia Mahameghavahana fu un'antica dinastia del Kalinga che arrivò al potere dopo la caduta dell'impero maurya (tra il 250 a.C. e il V secolo d.C.).
Il terzo sovrano della dinastia, Khārabēḷa, conquistò gran parte dell'India in una serie di campagne che si svolsero all'inizio dell'era volgare. La potenza militare kalinga fu ricostituita da Khārabēḷa: sotto il suo comando, lo stato kalinga estese mirabilmente il raggio d'azione marittimo con rotte commerciali che collegavano gli allora Sinhala (Sri Lanka), Birmania (Myanmar), Siam (Thailandia), Vietnam, Kamboja (Cambogia), Borneo, Bali, Samudra (Sumatra) e Jabadwipa (Giava). Khārabēḷa guidò molte campagne vittoriose contro gli stati di Magadha, Anga, gli shatavahana e le regioni sud-indiane soggette ai Pandya (moderno Andhra Pradesh) ed espanse Kalinga fino al Gange ed al Kaveri.
Sorsero colonie kalinga in Sri Lanka, Birmania ed anche nelle Maldive e nelle regioni malesi. Ancor oggi in Malesia gli indiani sono chiamati keling (termine divenuto offensivo dopo gli anni 1960) per questo motivo storico.
Sebbene tollerante in materia religiosa, Khārabēḷa favorì il giainismo, e determinò la diffusione di tale culto nel subcontinente indiano, ma molti testi sulla storia dell'India sminuiscono tale aspetto. La principale fonte di notizie su Khārabēḷa è la sua famosa iscrizione di Hathigumpha, diciassette righe scolpite nella roccia delle caverne di Udayagiri e Khandagiri presso Bhubaneswar (Orissa). Secondo l'iscrizione di Hathigumpha, egli attaccò Rajagriha in Magadha, in tal modo inducendo il re indo-greco Demetrio I di Battria a ritirarsi a Mathura.

### Dinastia Gupta

La colonna di Ferro, eretta a Delhi da Chandragupta II il grande dopo che ebbe sconfitto i Vahilaka.

Il Siva-Dhanur-veda illustra le forze armate dell'impero Gupta. I gupta facevano ampiamente affidamento sugli elefanti da guerra; i cavalli erano usati molto meno. All'epoca dei gupta (240—550 d.C.) i carri da guerra erano stati pressoché abbandonati, poiché si erano rivelati piuttosto inefficaci contro greci, sciti ed altri invasori. I gupta utilizzavano cavalleria pesante protetta da cotte di maglia ed armata di mazze e lance, il cui compito era esercitare un'azione d'urto per scompaginare gli schieramenti nemici. Contro la fanteria usavano anche gli arcieri. Il loro longbow  era composto di bambù o di metallo e tirava una lunga freccia in canna di bambù con punta metallica; contro gli elefanti corazzati si adoperavano aste di ferro. A volte impiegavano anche frecce incendiarie. Gli arcieri erano sovente difesi da fanti muniti di scudi, giavellotti e spade lunghe. I gupta disponevano di una marina militare, che consentiva loro di dominare le acque territoriali.
Samudragupta prese i regni di Shichchhatra e Padmavati (distretto di Gwalior) nei primi anni della sua carriera. In seguito, s'impadronì del regno Kota e attaccò le tribù in Malwa (India centro-occidentale), gli Yaudheya, gli Arjunayana, i Madura e gli Abhira. Soggiogò pure i resti dell'impero Kusana. Al tempo della sua morte (380 d.C.) aveva conquistato più di venti regni.
Kālidāsa, poeta sanscrito del IV secolo d.C., attribuisce a Chandragupta II il grande la conquista di venti regni, dentro e fuori l'India. Terminata la campagna in India orientale ed occidentale, si diresse a nord, sottomettendo i Parasika, poi gli huna e i kamboja, tribù dislocate rispettivamente nella valle dell'Amu Darya. Chandragupta II controllava l'intero subcontinente indiano; l'impero gupta fu la massima potenza mondiale durante il suo regno, in un'epoca in cui l'impero romano era al declino.
Skandagupta (regnò dal 455 al 467) affrontò gli invasori eftaliti o unni bianchi, che calavano dal nordovest. Skandagupta aveva combattuto gli unni durante il regno di suo padre, e fu celebrato in tutto l'impero come un grande guerriero. Sventò l'invasione eftalita nel 455, e riuscì a mantenerli alla larga; tuttavia, le spese belliche prosciugarono le risorse dell'impero e contribuirono alla sua caduta.

## Età classica

### Impero di Harsha
L'imperatore Harsha (606—647) governò per oltre quarant'anni l'impero omonimo che dominava l'India settentrionale. Suo padre, re di Thanesar (antica città nell'odierno distretto di Kurukshetra), era divenuto importante per i successi militari ottenuti contro gli eftaliti (o unni bianchi). Harsha progettava di conquistare l'intera India, e persistette con varie guerre vittoriose durate un trentennio. Entro il 612 aveva formato un vasto esercito con il quale conquistò quasi tutta l'India settentrionale fino al Narmada. Nel 620 invase l'altopiano del Deccan ma fu respinto da Pulakeshin II (regnò dal 610 al 642).

### Chalukya e Pallava

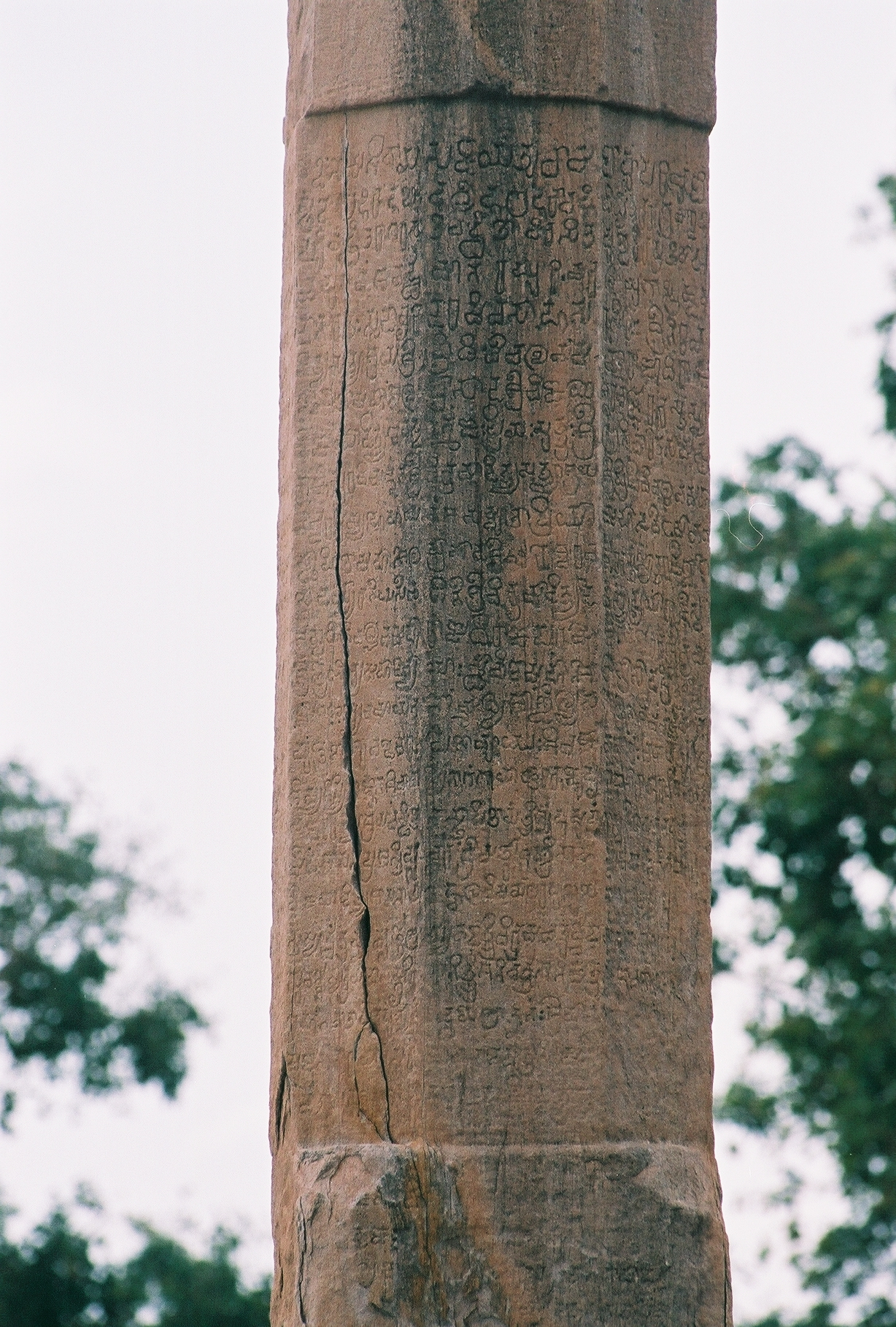
Antica iscrizione kannada su una colonna di trionfo chalukya, tempio di Virupaksha, Pattadakal, 733–745 d.C.

Nell'India meridionale tra il 500 ed il 600 iniziarono ad affermarsi le dinastie Chalukya e Pallava. L'espansionismo del sovrano chalukya Pulaskeshin II esordì con piccole campagne contro gli alupa, i ganga ed altri. Sconfisse il re pallava Mahendravarman e sottomise i chera e i pandya. Il suo più grande successo, la vittoria su Harsha, prosciugò le sue risorse economiche, costringendolo ad abbandonare le avventure espansionistiche.
Il re pallava Narasimhavarman I giurò di vendicare la disfatta patita da suo padre Mahendravarman per mano di Pulaskeshin II. Invase Badami con un esercito guidato dal suo generale Paranjothi. Sconfisse i chalukya, uccidendo Pulaskeshin II nel 642. Gli scontri fra i chalukya ed i pallava si protrassero per un secolo, finché il re chalukya Vikramaditya II non riportò una decisiva vittoria sui pallava nel 740. I rashtrakuta rovesciarono l'impero chalukya nel 750. Negli anni 970, Tailapa II (fondatore dell'impero Chalukya occidentale) detronizzò i rashtrakuta e ricostituì buona parte dell'impero chalukya, eccetto Gujarat. I chalukya di quest'epoca sono ricordati anche come chalukya di Kalyan, dato che quella città (modernamente chiamata Basavakalyan) ne era la capitale. Ebbero periodi alterni di guerra e pace con i chola.

### Impero chola
I chola (anni 300—1279) furono i primi sovrani del subcontinente indiano a mantenere una marina militare e ad utilizzarla per espandere il loro territorio. Vijayalaya Chola (regnò fra l'850 e l'870, date approssimative) batté i pallava conquistando Thanjavur. Agli inizi del X secolo il re chola Parantaka I sconfisse il re pandya Maravarman Rajasimha III invadendo lo Sri Lanka. Il sovrano rashtrakuta Krishna III sconfisse ed uccise Rajaditya Chola, figlio di Parantaka I, intorno al 949.
Uttama Chola regnò tra il 970 ed il 985. Le iscrizioni raccontano che, almeno da questo periodo, i guerrieri chola indossavano armature. Di conseguenza, un reggimento si chiamava Niyayam-Uttama-Chola-tterinda-andalakattalar. Paluvettaraiyar Maravan Kandanar prestò servizio come generale agli ordini di Uttama e del suo predecessore, Parantaka Chola II (noto anche come Madhurantakan Sundara Chola, e che dovrebbe aver regnato tra il 957 ed il 970).
Rajaraja Chola I iniziò la sua carriera militare vincendo i chera nella battaglia di Kandalur Salai (fine del X secolo, attuale territorio del Kerala). Catturò il sovrano pandya Amara Bhujanga, prese la città di Vilinam e parte dello Sri Lanka. 
Nel quattordicesimo anno del suo regno (998—999) sottomise i ganga occidentali, i nolamba di Bellary e il Mysore orientale, Tadigaipadi, Vengi, Coorg, i pandya e i chalukya del Deccan. Nei tre anni successivi soggiogò Quilon e il regno settentrionale di Kalinga con l'aiuto di suo figlio Rajendra Chola I. Rajendra poi completò la conquista dello Sri Lanka, attraversò il Gange e marciò attraverso il Kalinga verso il Bengala. Ordinò una grande spedizione navale che occupò parte di Giava, Malesia e Sumatra. I chola furono detronizzati dalla contemporanea avanzata degli hoysala da nord e dei pandya da sud.

### Gurjara-pratihara, pala e rashtrakuta
Lo studioso arabo Sulaiman descrisse l'imperatore della dinastia Rashtrakuta come uno dei quattro grandi Re del Mondo nel IX secolo. A metà di quel secolo i pala guidati da Devapala (regnò all'incirca tra l'810 e l'850) attaccarono i gurjara-pratihara. Comandati da Mihir Bhoja (836—885), i pratihara e i loro alleati sconfissero Narayanapala (855—908, fu il sesto imperatore della dinastia pala).
Ci furono molte battaglie tra i gurjara-pratihara sotto Bhoj e i rashtrakuta sotto Krishna II (878—914), con alterni risultati. Quando il re rashtrakuta Indra III (914—929, era il nipote di Krishna II) attaccò Kannauj, Mahipala I (913—944), successore di Mihir Bhoj, fuggì; ritornò in seguito.
Al-Masudi scrisse che nel 915, durante il regno di Mahipala, i pratihara erano in guerra con i musulmani a sud, e che i gurjara-pratihara avevano quattro armate di circa 800 000 uomini ciascuna.

### Conquista araba di Sindh
Nel 712, il generale arabo Muhammad bin Qasim Al-Thaqafi (arabo: محمد بن قاسم) (c. 31 dicembre 695—18 luglio 715), attaccò e conquistò il regno di Sindh che è principalmente situato nella valle dell'Indo (dopo la spartizione territoriale, oggi nell'attuale Pakistan); all'epoca il Sindh era governato da Raja Dahir (679—712) della dinastia Rai e quest'ultima era in guerra con gli arabi. Sebbene avessero respinto varie invasioni arabe prima del 712, poiché stavolta mancava il sostegno della popolazione buddhista locale, il Sindh cadde, e fu il primo passo della penetrazione islamica in India.
Le iscrizioni indiane confermano questa invasione ma circoscrivono il successo arabo agli stati più piccoli nel Gujarat. Ricordano anche le sconfitte degli arabi in due luoghi. L'armata meridionale che si dirigeva a sud nel Gujarat fu battuta a Navsari dall'imperatore sud-indiano Vikramaditya II (733—744) della dinastia Chalukya che inviò il suo generale Pulakesi a contrastare gli invasori. L'armata diretta ad est raggiunse Avanti il cui sovrano gurjara-pratihara Nagabhata I (730—760) sbaragliò i nemici che fuggirono per salvarsi. Le forze arabe non ottennero vantaggi sostanziali in India e, nella battaglia del Rajasthan (730), il loro esercito fu severamente battuto dai re indiani. Bappa Rawal (c. 713—810, ottavo sovrano della dinastia Gahlot) di Mewar sconfisse gli arabi formando un'alleanza con la tribù sindhi dei bhel; di conseguenza, il territorio degli arabi fu circoscritto a Sindh nel moderno Pakistan.

### Invasione ghaznavide
Agli inizi dell'XI secolo, Mahmud di Ghazna conquistò il regno Rajput Hindu Shahi al confine nordoccidentale di Afganistan e Pakistan, e le sue incursioni nell'India del nord indebolirono il regno pratihara, che fu drasticamente ridimensionato e cadde in potere dei Chandela. Mahmud saccheggiò alcuni templi dell'India settentrionale, tra cui quello di 
Somnath nel Gujarat, ma le sue conquiste territoriali durature si limitarono al Punjab. Sempre al principio dell'XI secolo si affermò lo stato dell'eclettico re Raja Bhoj, il sovrano di Malwa appartenente al clan Parmar.
Raja Bhoj organizzò allora le sue armate per attaccare il sultano Mahmud, che — come abbiamo visto — aveva occupato Somnath. I ghaznavidi preferirono evitare il confronto diretto con il potente esercito di Bhoj, e si ritirarono, subendo notevoli perdite, attraverso il deserto di Sindh (riferito dall'autore turco Gardēzī come padiscià indiano Parmar Dev). Bhoj respinse Ghazi Saiyyad Salar Masud (nipote di Mahmud, nato nel 1015 e morto nel 1032) che guidava un esercito in India per conquistarne la parte settentrionale, tentando di riuscire dove lo zio aveva fallito. Dunque Bhoj, che aveva compreso la minaccia, promosse, per contrastare l'azione di Salar Masud, una confederazione di re indiani tra cui il kalachuri Lakshmi-Karna, ed il re della casta chauhan. Nella battaglia di Bahraich, svoltasi nell'India del nord, la confederazione sostenne un'aspra lotta per un mese circa contro l'esercito ghaznavide, che riuscì a sconfiggere, uccidendo lo stesso Salar Masud. I confederati riconquistarono Hansi, Thanesar, Kangra ed altre città prese dai ghaznavidi e posero sotto assedio Lahore. Quando essa era sul punto di capitolare, i re indiani si trovarono in disaccordo su chi sarebbe stato il signore dei territori liberati, e così i loro eserciti si disgregarono in un soffio. Bhoj iniziò a combattere quegli stessi re che fino a quel punto lo avevano affiancato contro i ghaznavidi.

## Era medievale

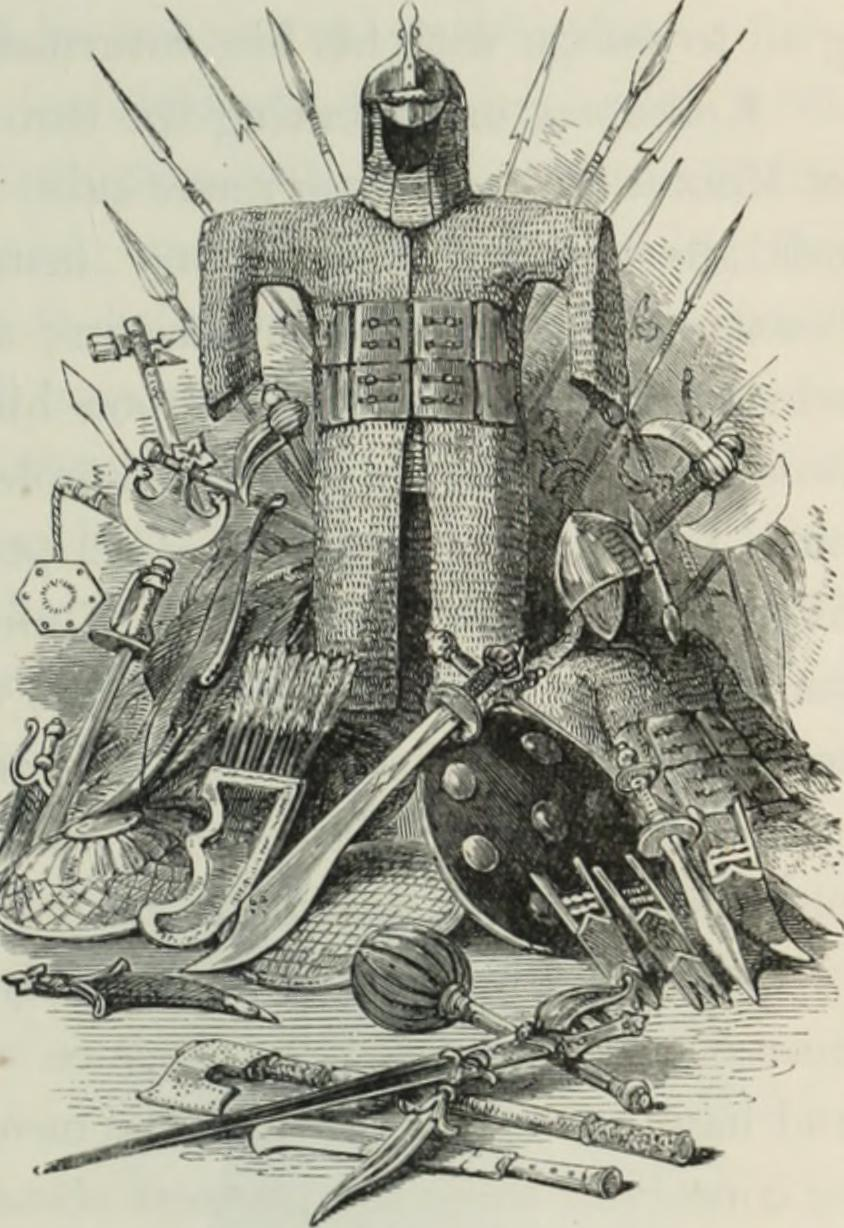
Panoplia indiana

### Sultanato di Delhi
Il sultanato di Delhi, sotto la dinastia Khalji, respinse numerosi tentativi di invasione da parte dell'impero mongolo. Zafar Khan, un generale di Ala-ud-din II Khalji, batté i mongoli presso Jalandhar nel 1297. Nel 1299 Zaffar Khan ricacciò un esercito mongolo di 200 000 soldati, ma perì nelle operazioni. L'ultimo sultano di Delhi, Ibrahim Lodi, morì nel 1526 combattendo le schiere di Babur alla prima battaglia di Panipat (Punjab), evento che segnò la fine del sultanato e spianò la via all'impero Mogul.

### Rajput

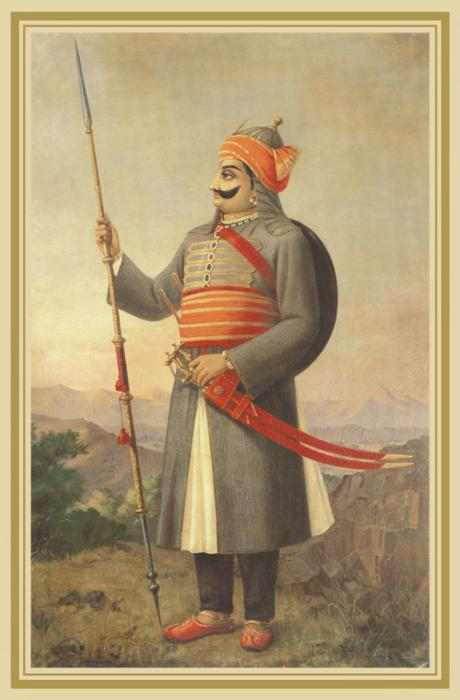
Ritratto di Maharana Pratap basato su miniatura che l'artista ha conosciuto dal palazzo di Udaipur.

Dopo che Babur aveva vinto Ibrahim Lodi, il sovrano mewar Rana Sanga (regnò dal 1508 al 1528) si mise alla testa di un esercito composito rajput da 20 000 uomini, con il proposito di sconfiggere Babur e conquistare Delhi. I mogul avevano un'artiglieria superiore, che prevaleva sulla cavalleria rajput. Un generale tomara tradì Rana Sanga, che di conseguenza perse la battaglia di Khanwa (16 marzo 1527) contro Babur. Durante il regno di Rana Udai Singh II, figlio di Rana Sanga, il nipote di Babur Akbar conquistò Chittorgarh, capitale del Mewar.
Nella battaglia di Haldighati (21 giugno 1576) tra Akbar e Maharana Pratap (detto anche Rana Pratap Singh), l'esercito mogul di 80 000 uomini era comandato da un rajput, Man Singh I e da Jahangir, figlio di Akbar. L'esercito rajput contava 20 000 effettivi. Rana Pratap fuggì con l'aiuto di suo fratello separato Sakti Singh. Il suo leggendario cavallo Chetak morì nello scontro. Successivamente Rana Pratap organizzò un piccolo esercito di guerrieri bhil finanziato da un mercante gurjar ed iniziò una guerriglia contro Akbar. Si riprese gran parte del Mewar, ma non Chittorgarh.

### Dinastia muzaffaride

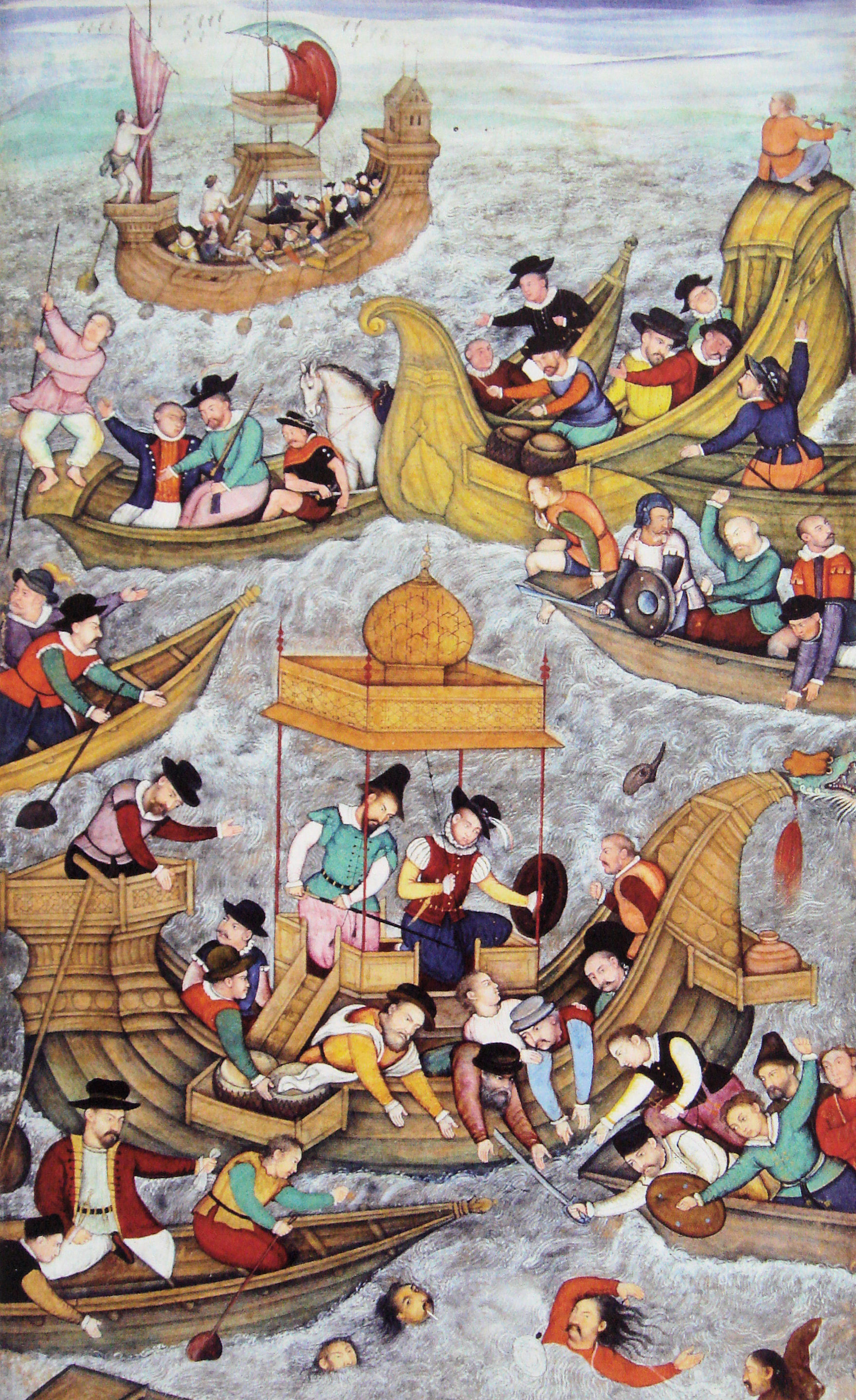
La morte di Bahadur Shah di Gujarat nel 1537, poco prima dell'assedio di Diu.

Il sultano Muzaffar Shah I, governatore del Gujarat, fondò la dinastia muzaffaride nel 1391. Si espanse rapidamente e raggiunse l'apice con il sultano Mahmud I, che perse la battaglia di Diu contro i portoghesi nel 1509.

### Calicut
Governato dallo Zamorin, il piccolo regno hindu nair di Calicut (Malabar) accolse i portoghesi nel 1498 come mercanti ma si scontrò con loro in diverse battaglie navali nel XVI secolo. La carica di comandante della marina da guerra musulmana a Kozhikode era conosciuta con il nome di Kunhali Marakkar.

### Impero Vijayanagara

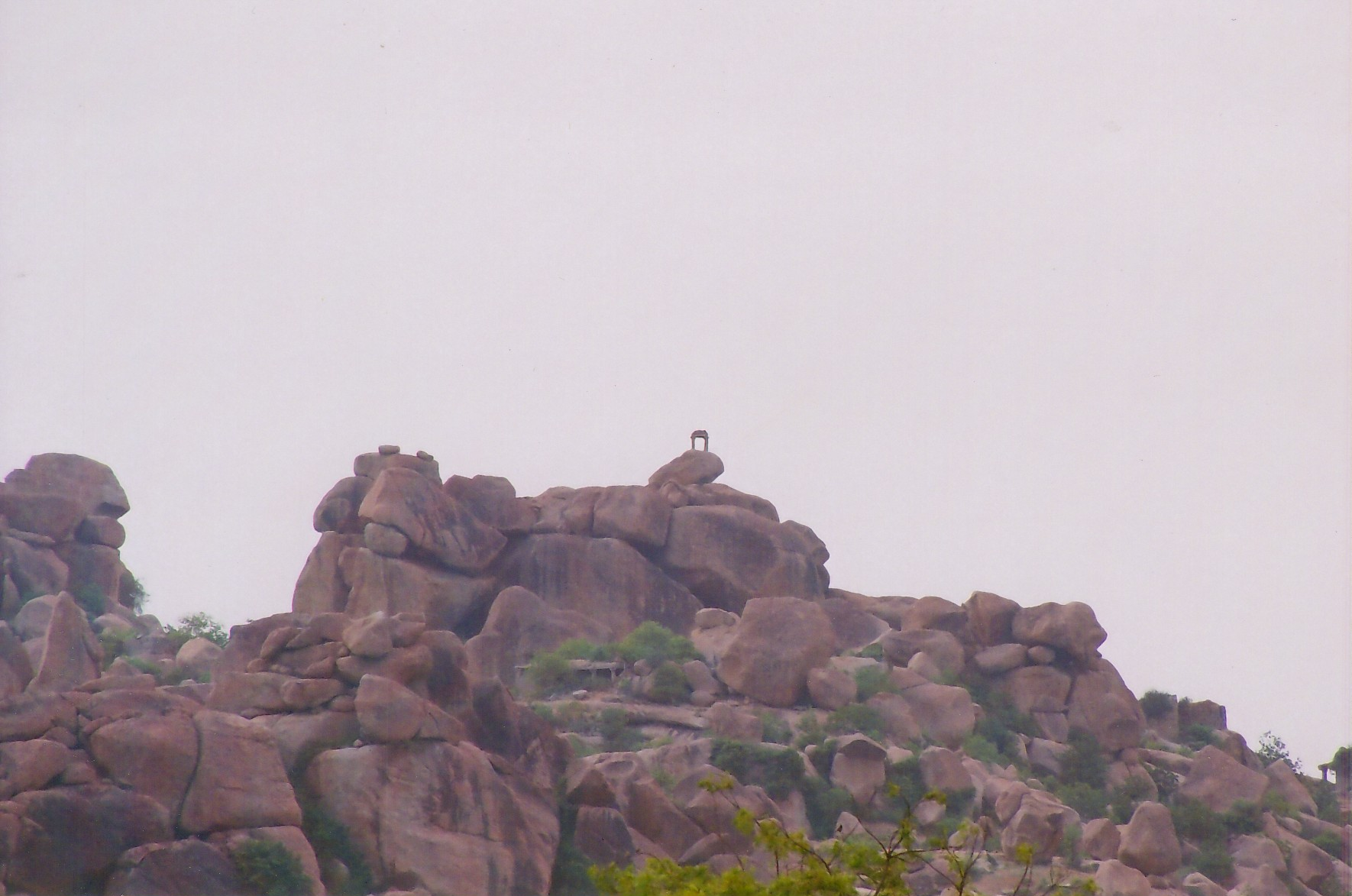
Una postazione di sentinella, area di Vijayanagara

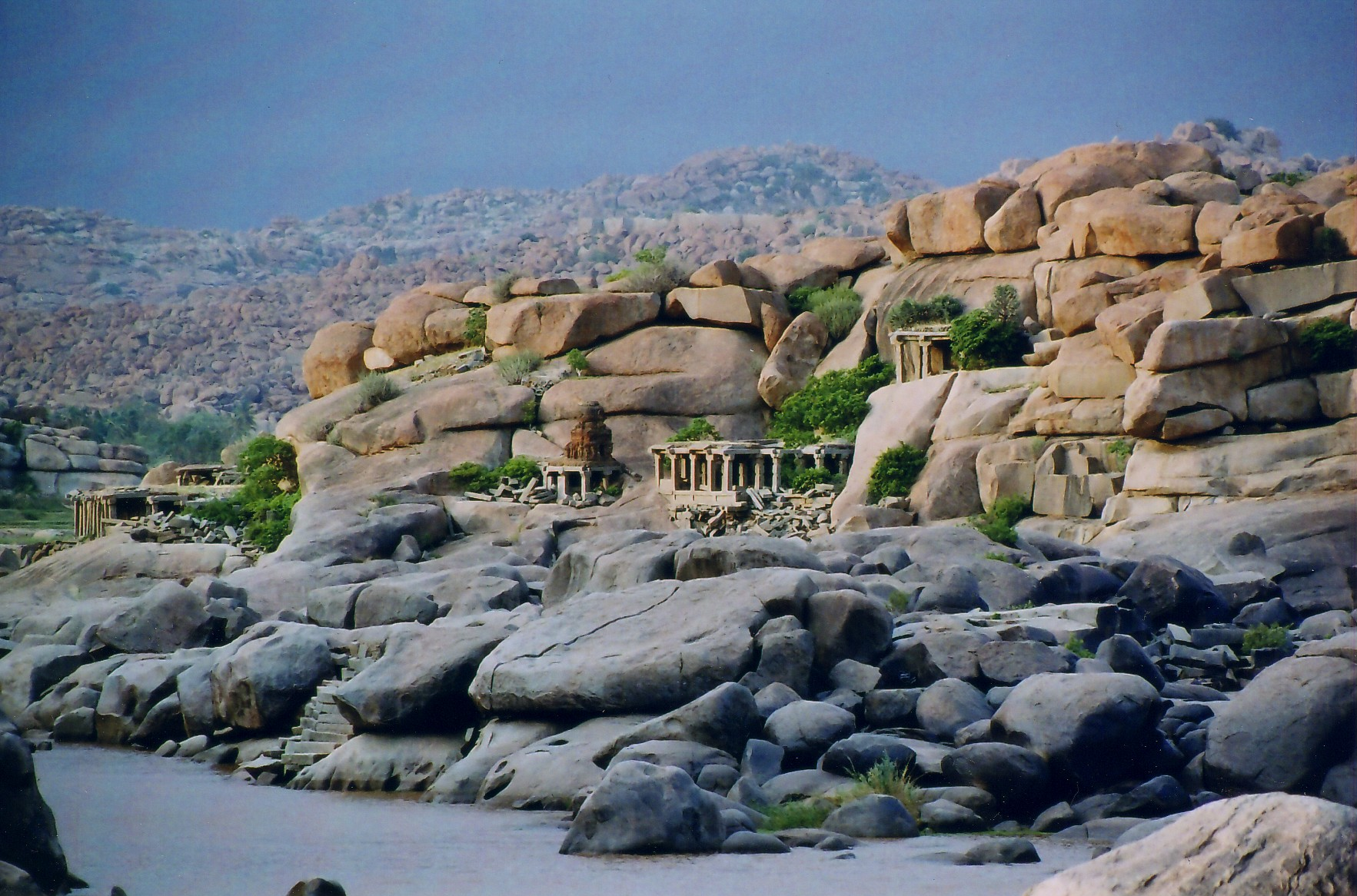
Fortezza naturale a Vijayanagara

Il viaggiatore italiano Niccolò de Conti scrisse dell'imperatore Vijayanagara come del più potente sovrano dell'India nel XV secolo. Nel 1509 il sultano di Bahmani dichiarò guerra all'impero Vijayanagara. La sua grossa coalizione militare venne sconfitta da Krishna Deva Raya in una battaglia in cui il sultano restò ferito. Nel 1510 Krishna Deva Raya prese Raichur e Gulbarga dopo aver sconfitto Barid-i-Mamalik, capo nominale del sultanato di Bahmani, che riparò a Bidar.
In seguito anche quest'ultima località cadde nelle mani di Krishna Deva Raya, che permise la restaurazione del sultanato di Bahrani, nel quadro del trattato di pace tra i due stati.
Tra il 1512 e il 1514 Krishna Deva Raya soggiogò i palaigar di Ummattur (Kerala), che si erano ribellati a suo fratello. Durante questa campagna, i gajapati di Orissa attaccarono Vijayanagara e occuparono due province nordorientali: Udayagiri e Kondavid. Krishna Deva Raya se le riprese tra il 1513 e il 1518.
Il 26 gennaio 1565 i regni limitrofi di Ahmednagar, Berar, Bidar, Bijapur e Golconda si allearono per sconfiggere i vijayanagar definitivamente nella battaglia di Talikota. Le forze vijayanagar superstiti fuggirono con un gran tesoro per ricostituire i loro principali centri di potere a Vellore Fort nel Tamil Nadu e Chandragiri nell'Andhra Pradesh, presso Tirupati. Proprio in quelle zone i britannici avrebbero cercato una concessione territoriale per fondare il Fort St. George della Compagnia delle Indie Orientali presso Madras (l'odierna Chennai) (1639—1640).
Successivamente, i governatori Telugu del Vijayanagara meridionale, nel Tamil Nadu odierno, si resero indipendenti. Divennero i Nayak di Gingee a Gingee Fort, i Nayak di Thanjavur e i Nayak di Madurai.

### Regno ahom
Il Regno Ahom (1228—1826) fu un regno (ed una tribù) che divenne importante nell'odierno Assam verso gli inizi del tredicesimo secolo. Dominò buona parte dell'Assam dal XIII secolo fino all'avvento dell'impero britannico nel 1838. Gli ahom (di origini cinesi) erano originariamente caratterizzati da una religione tribale e da un idioma del tutto peculiari, sebbene nel tempo siano confluiti nell'induismo. Dal tredicesimo al diciassettesimo secolo i sovrani islamici di Delhi tentarono ripetutamente di invadere e sottomettere gli ahom, ma essi riuscirono a conservare la propria indipendenza e regnarono per quasi 600 anni.

### Impero moghul

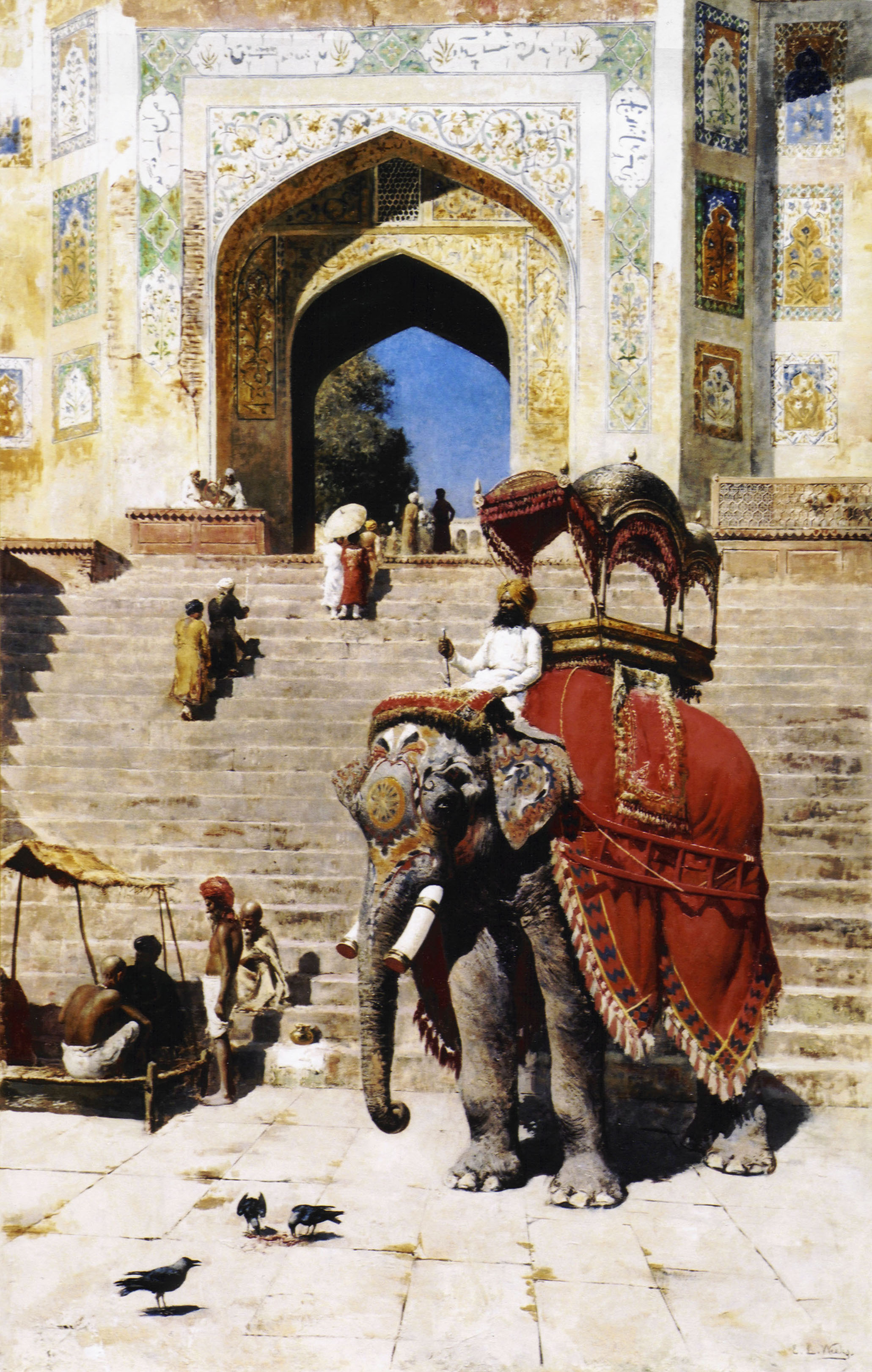
Un elefante da guerra moghul sorveglia la porta della Grande moschea di Mathura.

L'impero moghul sorse nel 1526, con la destituzione di Ibrahim Lodi, e interessò gran parte dell'Asia meridionale tra la fine del XVII secolo e l'inizio del XVIII.
Alleato con ll Maharaja, si estendeva dal Bengala ad est a Kabul ad ovest, e dal Kashmir a nord al bacino del Kaveri a sud, un territorio di oltre 4 milioni di km2 al suo apogeo. Il numero dei suoi abitanti all'epoca è stato stimato tra 110 e 130 milioni. Nel 1540 l'imperatore moghul Humayun fu sconfitto da Sher Shah Suri (regnò dal 1486 al 1545, fondatore della dinastia Suri) che lo costrinse a riparare a Kabul. I suri ed il loro consigliere, l'imperatore hindi Hem Chandra Vikramaditya, detto anche Hemu, dominarono l'India settentrionale dal 1540 al 1556. Hemu fondò un impero "hindi" non lontano da Delhi nel 1556.
Il "periodo classico" dell'impero iniziò nel 1556 con l'ascesa di Akbar il Grande e terminò con la morte dell'imperatore Aurangzeb nel 1707, sebbene la dinastia sia proseguita per altri 150 anni. In tale arco di tempo, l'impero si contraddistinse per l'accentramento amministrativo e per la vivacità culturale. Dopo il 1725 l'impero subì un rapido declino, per effetto di: guerre di successione; carestie e conseguenti focolai di rivolta; crescita di intolleranza religiosa; avvento dell'impero Maratha e, da ultimo, colonialismo britannico. L'ultimo imperatore moghul, Bahadur Shah II, il cui territorio non andava oltre la città di Delhi, fu fatto prigioniero ed esiliato dai britannici dopo i moti indiani del 1857.

### Maratti
Nel 1674 Shivaji Bhosale ritagliò una zona maratti indipendente attorno a Pune (Maharashtra), sottraendola al sultanato Adil Shahi, e al contempo marcò l'avvento dei maratti nella veste di principale potenza indiana che riempì il vuoto creato dal declino dell'impero moghul.
Shivaji istituì un'efficiente amministrazione civile e militare. Dopo una vita di conquiste e guerriglia che lo contrapposero all'imperatore moghul Aurangzeb, Shivaji morì nel 1680, lasciando ai posteri un regno grande ma dai confini incerti. Ciò causò un periodo di instabilità che si sarebbe concluso con la morte dello stesso Aurangzeb.
Shivaji fu il secondo re della storia indiana a mantenere attiva una flotta militare. Kanhoji Angre, il primo comandante di tale flotta sotto il nipote di Shivaji, Shahuji, controllava gli accessi illegali nel territorio maratti da parte di mercantili olandesi, inglesi e portoghesi sulla costa occidentale indiana agli inizi del XVIII secolo. Restò imbattuto sino alla sua morte, nel 1729.
Sebbene i discendenti di Shivaji continuassero a regnare, l'ufficio del peshwa, cioè del primo ministro, divenne la sede dell'effettivo potere maratti. I peshwa erano i veri sovrani dello stato maratti e diressero il periodo di massima espansione maratti, terminato con la sconfitta che i maratti subirono contro un esercito afgano nella terza battaglia di Panipat nel 1761. I maratti ristabilirono la loro posizione di potenza dominante in India fino a che nel 1772 sotto l'ultimo peshwa, Baji Rao II, fu battuto dai britannici nella terza guerra anglo-maratti (novembre 1817 — febbraio 1818). Con la disfatta dell'impero Maratha, nessun potentato indigeno rappresentò più una minaccia per i britannici.
La fine della guerra anglo-maratti inaugurò l'era del predominio britannico sull'India.

### Regno di Travancore

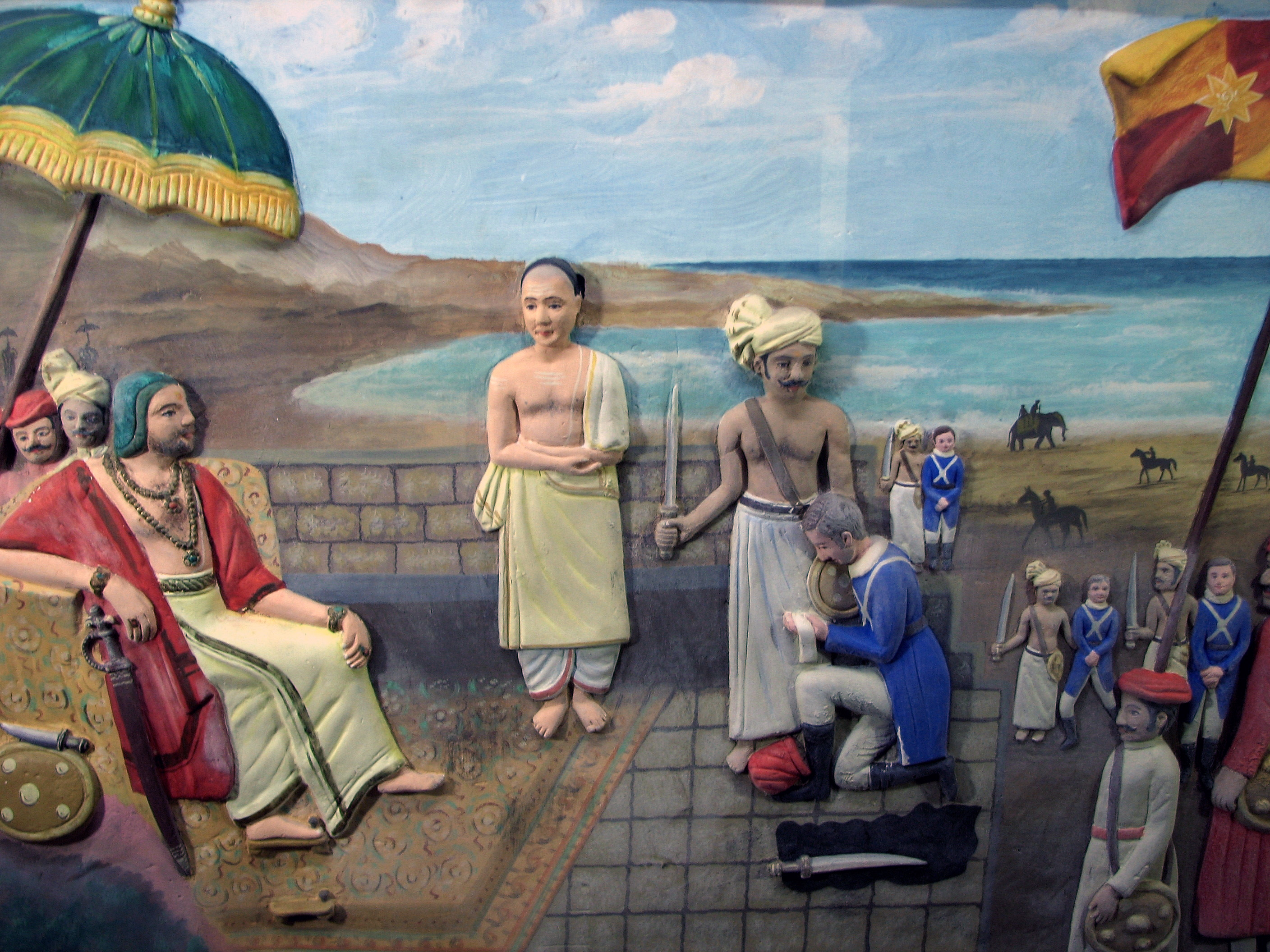
Eustachio De Lannoy (comandante delle forze olandesi) si arrende al termine della battaglia di Kolachal.

Il re Marthanda Varma (regno 1729—1758) ereditò il piccolo stato feudale di Venad nel 1723 e lo incorporò nel Travancore, uno dei più potenti regni dell'India meridionale, con l'aiuto della Compagnia delle Indie britannica. Marthanda Varma guidò le forze travancore durante la Guerra travancore-olandese del 1739—46, che culminò nella battaglia di Kolachal (10 agosto 1741). Marthanda Varma continuò a conquistare la maggior parte degli staterelli indigeni che si erano alleati con gli olandesi e contro di lui.
Durante il regno di Dharma Raja (1758—1798), Fateh Ali Tipu invase Travancore, ma il comandante supremo Raja Kesavadas guidò alla vittoria Travancore malgrado l'inferiorità numerica in cui versava. Questo attacco indusse Travancore ad unirsi ai britannici contro Tipu nella terza battaglia di Karnataka. Pazhsi Raja, Velu Thampi Dalava e Paliath Achan, in seguito capi di Travancore, combatterono contro la Compagnia inglese delle Indie Orientali ma ebbero la peggio. Travancore divenne un alleato britannico nel 1805 a seguito di un accordo tra il colonnello Charles Macaulay e Diwan Velu Tampi. Rimase tale fino al 1947, anno in cui entrò a far parte della neo-indipendente India.

### Regno di Mysore

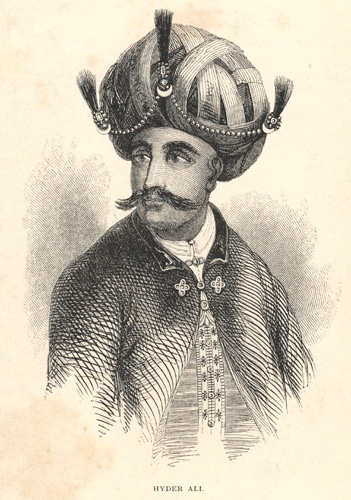
Hyder Ali, sovrano del regno di Mysore, incisione di William Dickes (1815–1892), prima pubblicazione nel 1846.

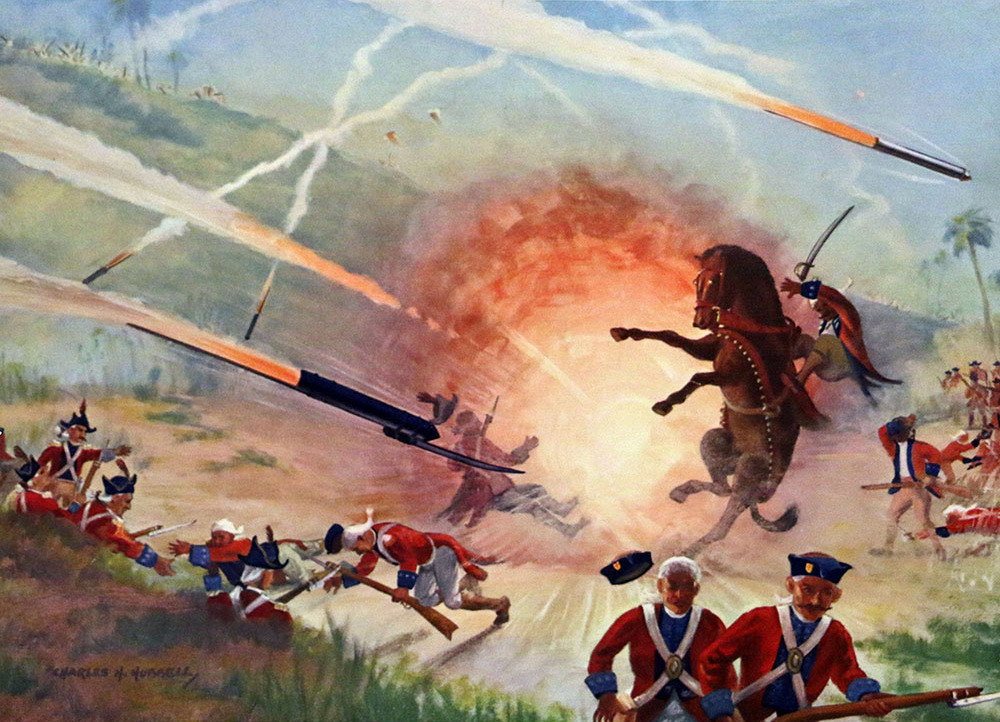
Un quadro raffigurante l'esercito di Fateh Ali Tipu che combatte i britannici con batterie di razzi, probabilmente il primo caso di impiego di razzi nel subcontinente indiano.

Hyder Ali, sovrano de facto di Mysore, fu uno dei primi monarchi indiani a resistere ai britannici, alleandosi piuttosto con i francesi. Fu uno dei primi sovrani indiani ad impiegare i razzi, con i quali prevalse su uno dei migliori reparti britannici. Il regno di Mysore fu fondato nel 1399 da Yadhuvansh. Hyder Ali e Tipu nel XVII secolo conquistarono il regno di Mysore, ma esso ritornò sotto un re di Mysore nel 1799.

### Impero Sikh

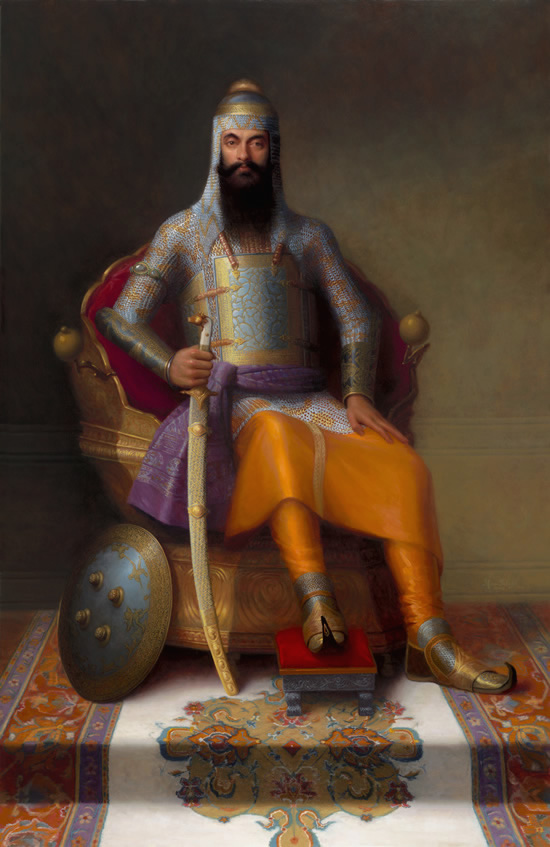
Maharaja Ranjit Singh, fondatore dell'impero sikh.

Il maharaja Ranjit Singh fu un sovrano sikh del Punjab e dell'impero sikh. Suo padre Maha Singh guidava il Sukerchakia Misl (misl designa uno stato indipendente) nell'ambito della confederazione sikh. Nato nel 1780 a Gujranwala, Ranjit Singh successe al padre all'età di 12 anni. Raccolse le fazioni sikh nell'omonimo impero ed assunse il titolo di maharaja ("gran re") il 13 aprile del 1801, in coincidenza con il Vaisakhi (festa del raccolto e del nuovo anno, nonché festività religiosa nella regione del Punjab). Lahore fu la sua capitale dal 1799. Nel 1802 conquistò Amritsar, città santa della religione sikh. Nel 1822 per la prima volta Ranjit Singh incaricò mercenari europei di addestrare una parte delle sue truppe. Modernizzò in tal modo il suo esercito, creando una forza militare così efficiente da ritardare la successiva colonizzazione britannica del Punjab. Il risultato fu uno stato potente e ben armato.
La battaglia di Jamrud (contro l'emirato dell'Afghanistan) nel 1837 fu una drammatica battuta di arresto per Ranjit Singh: il suo generale Hari Singh Nalwa rimase ucciso, il passo Khyber divenne il limite occidentale della sfera geopolitica sikh.
Ranjit Singh morì nel 1839, ed il suo impero si sgretolò per le discordie interne e per l'inettitudine al comando dei suoi eredi. Ad est del suo regno Gulab Singh portò il dominio sikh all'Himalaya, ma fu fermato dall'impero Qing nella guerra sino-sikh (1841—1842). Dopo la Prima guerra anglo-sikh (1845—46), il Punjab non fu più di fatto uno stato indipendente. L'impero britannico annetté l'impero sikh dopo la Seconda guerra anglo-sikh (1848—49).

## Epoca coloniale

### Dominio della "Compagnia"
Il British Indian Army nacque per sorvegliare le fabbriche della Compagnia britannica delle Indie orientali. Dopo che nel 1793 era caduto il Pondichéry francese, il relativo territorio venne suddiviso tra gli eserciti delle Presidenze di Bengala, Madras e Bombay nel 1795. Gli olandesi addestravano la Brigata Nair, la forza armata di Travancore.

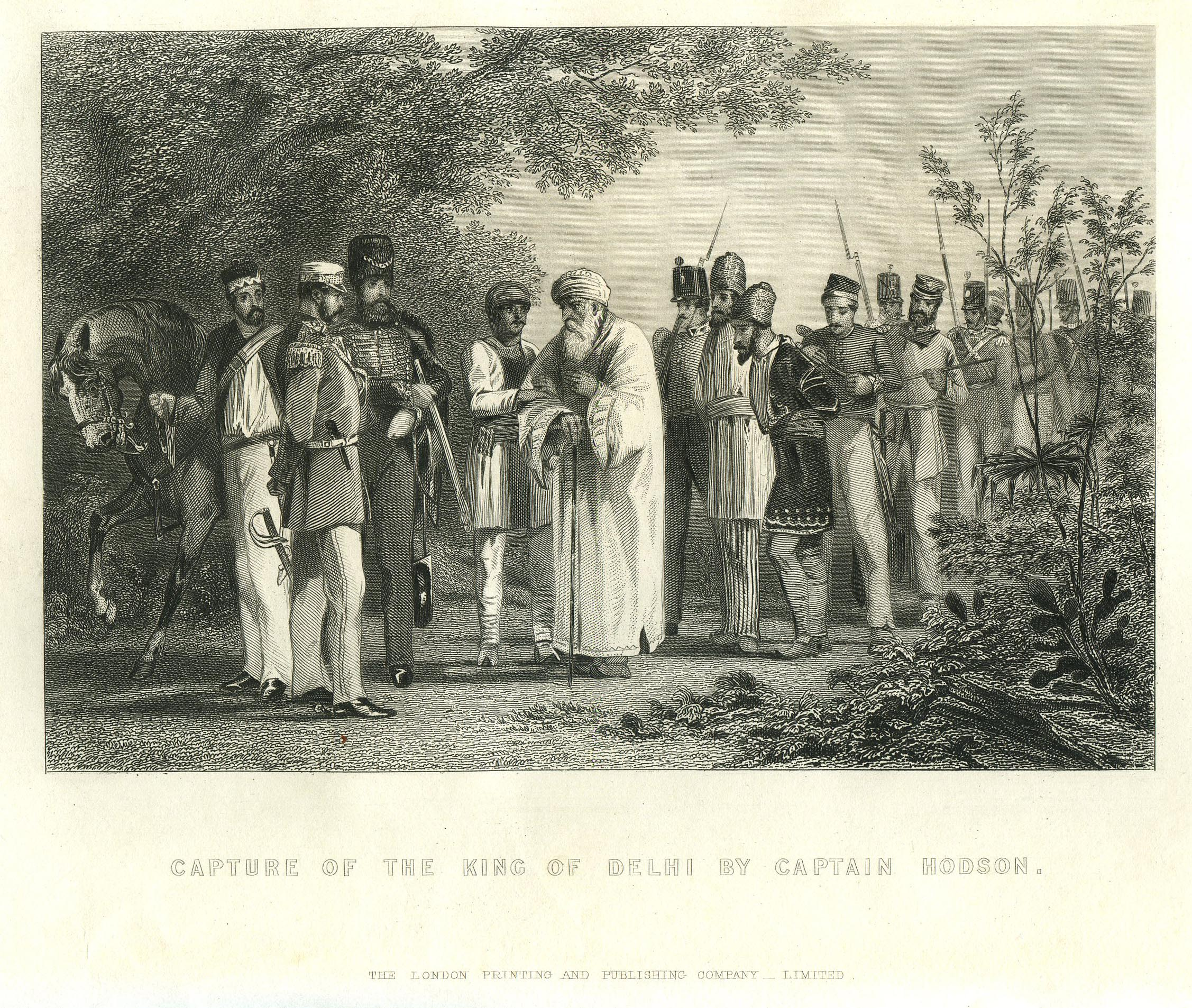
William Stephen Raikes Hodson cattura Bahadur Shah II ed il figlio di costui presso la tomba di Humayun, 20 settembre 1857.

 Durante la rivolta dei Sepoy del 1857—58, alcuni reparti indigeni bengalesi di fanteria e cavalleria si ribellarono alla Compagnia delle Indie. I ribelli ricevettero dai loro colleghi degli eserciti di Bombay e di Madras un aiuto inferiore a quanto avessero sperato. Furono perpetrate numerose atrocità, specie in occasione dell'assedio di Cawnpore (5—25 giugno 1857). La rivolta alla fine fallì per inadeguatezza di risorse e di coordinamento tra i ribelli. Le rappresaglie compiute dall'esercito britannico, con il concorso di regolari ed irregolari sikh e afgani, furono spietate.

### Raj britannico
Dopo la Rivolta dei Sepoy, il dominio britannico in India fu riorganizzato nell'omonimo Raj, costituito di aree distinte amministrate dal Regno Unito e di stati principeschi sotto la preminenza (paramountcy è il termine tecnico-giuridico invalso nel lessico anglosassone) della Corona britannica. In forza dei trattati con la Corona, questi stati principeschi godevano di una qualche forma di autonomia locale, ma erano "protetti" e rappresentati dal Regno Unito sul piano della politica estera. Il Raj comprendeva gli odierni stati dell'India, Pakistan e Bangladesh.
Dopo il 1857 gli Eserciti delle Presidenze furono aboliti e rimpiazzati dal British Indian Army, ricostituito alle dipendenze della Corona e del viceré. Molte unità furono disciolte o riorganizzate, e ne furono aggiunte altre di sikh, gurkha e cavalleria irregolare. La maggior parte di fanteria e cavalleria indigene di Madras fu sostituita etnicamente con soggetti delle tribù indiane settentrionali, considerati più "marziali" dei piccoli e scuri thambi (un vocabolo 
tamil che significa "fratello minore") rappresentanti il grosso del Madras Presidency Army.  I sepoy indiani non ebbero più accesso al rango di ufficiale né all'arma di artiglieria. Il reclutamento si orientò elettivamente su sikh e gurkha, che a parere dei britannici erano più fedeli. Furono formati nuovi reggimenti omogenei per casta e religione.
Il British Indian Army annoverava membri di tutti i principali gruppi religiosi indiani: induisti, sikh, cristiani e musulmani. Il numero di militari sikh si accrebbe decisamente poiché i comandanti britannici si convinsero che essi fossero più fedeli e marziali, impressione confermata dalla loro condotta durante la Rivolta dei Sepoy. I sikh, dal canto loro, simpatizzavano per i britannici allo scopo di impedire una rinascita del dominio moghul; infatti, l'impero moghul aveva perseguitato i sikh.
L'aeronautica militare indiana fu fondata nel 1932.

#### Prima guerra mondiale

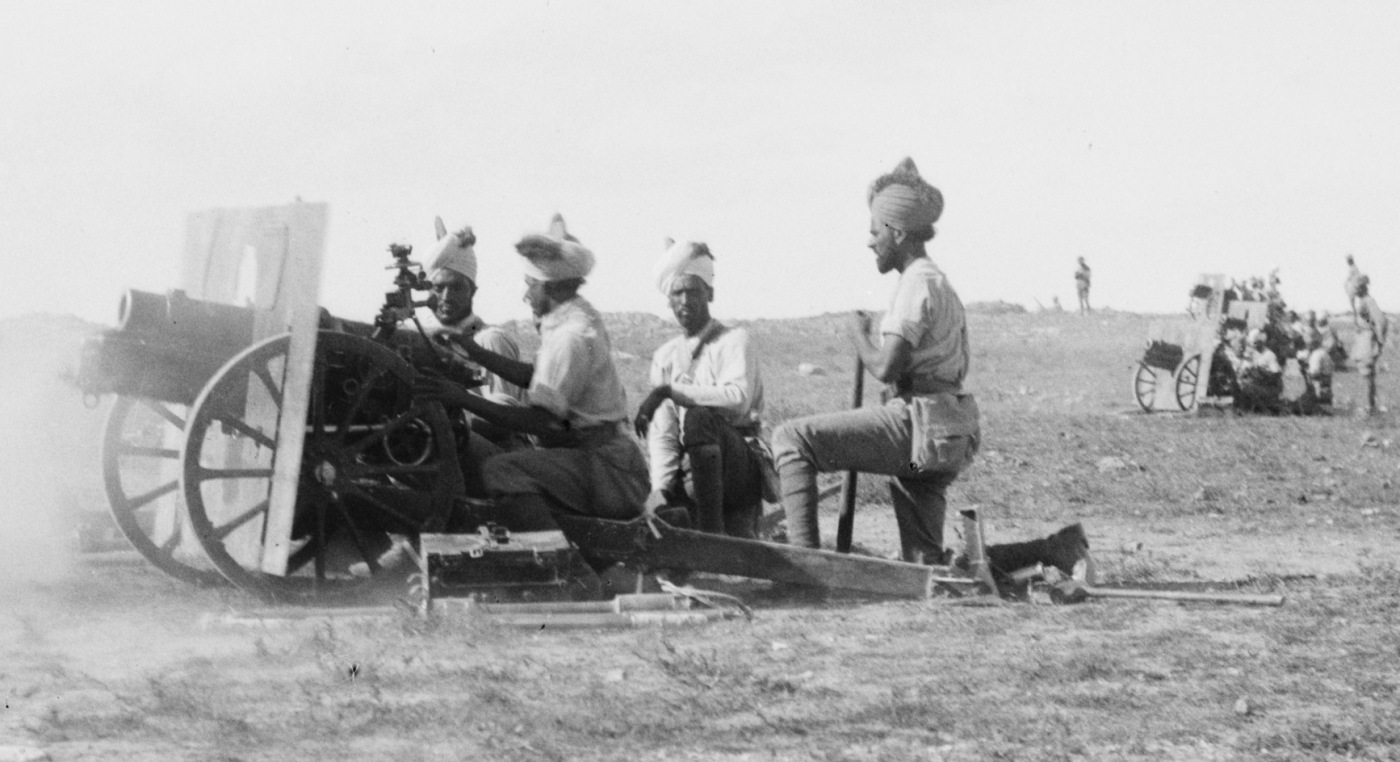
Artiglieri dell'Indian Army (probabilmente la 39th Battery) con obici da montagna da 3.7 pollici, Gerusalemme 1917.

Durante la prima guerra mondiale più di 800 000 uomini si offrirono volontari nell'esercito, e più di 400 000 fecero altrettanto per i ruoli non combattenti, mentre prima della guerra gli arruolamenti si aggiravano sulle 15 000 unità annue. Il contingente indiano fu impegnato sul Fronte occidentale già dal primo mese di guerra, alla prima battaglia di Ypres nella quale Khudadad Khan fu il primo indiano insignito di Victoria Cross.
Dopo un anno di servizio in prima linea, le malattie e le morti in azione avevano ridotto il corpo indiano al punto di dover essere ritirato. Quasi 700 000 indiani affrontarono i turchi nella campagna della Mesopotamia. Furono inviate formazioni indiane anche in Africa orientale, Egitto e Gallipoli (Turchia).

L'Indian Army e le Imperial Service Troops combatterono nella campagna del Sinai e della Palestina del 1915, a Romani nel 1916 e a Gerusalemme nel 1917. Le unità indiane occuparono la valle del Giordano e dopo l'offensiva di primavera divennero la forza principale dell'Egyptian Expeditionary Force durante la battaglia di Megiddo e nell'avanzata del Desert Mounted Corps a Damasco e fino ad Aleppo. Altre divisioni rimasero in India a guardia della frontiera nordoccidentale e per compiti di sicurezza interna.
Un milione di indiani prestarono servizio all'estero durante la guerra. In totale, 74 187 morirono, ed altri 67 000 furono feriti. I circa 90 000 soldati che persero la vita nella Prima guerra mondiale e nelle Guerre afgane sono commemorati dalla Porta dell'India.

#### Seconda guerra mondiale

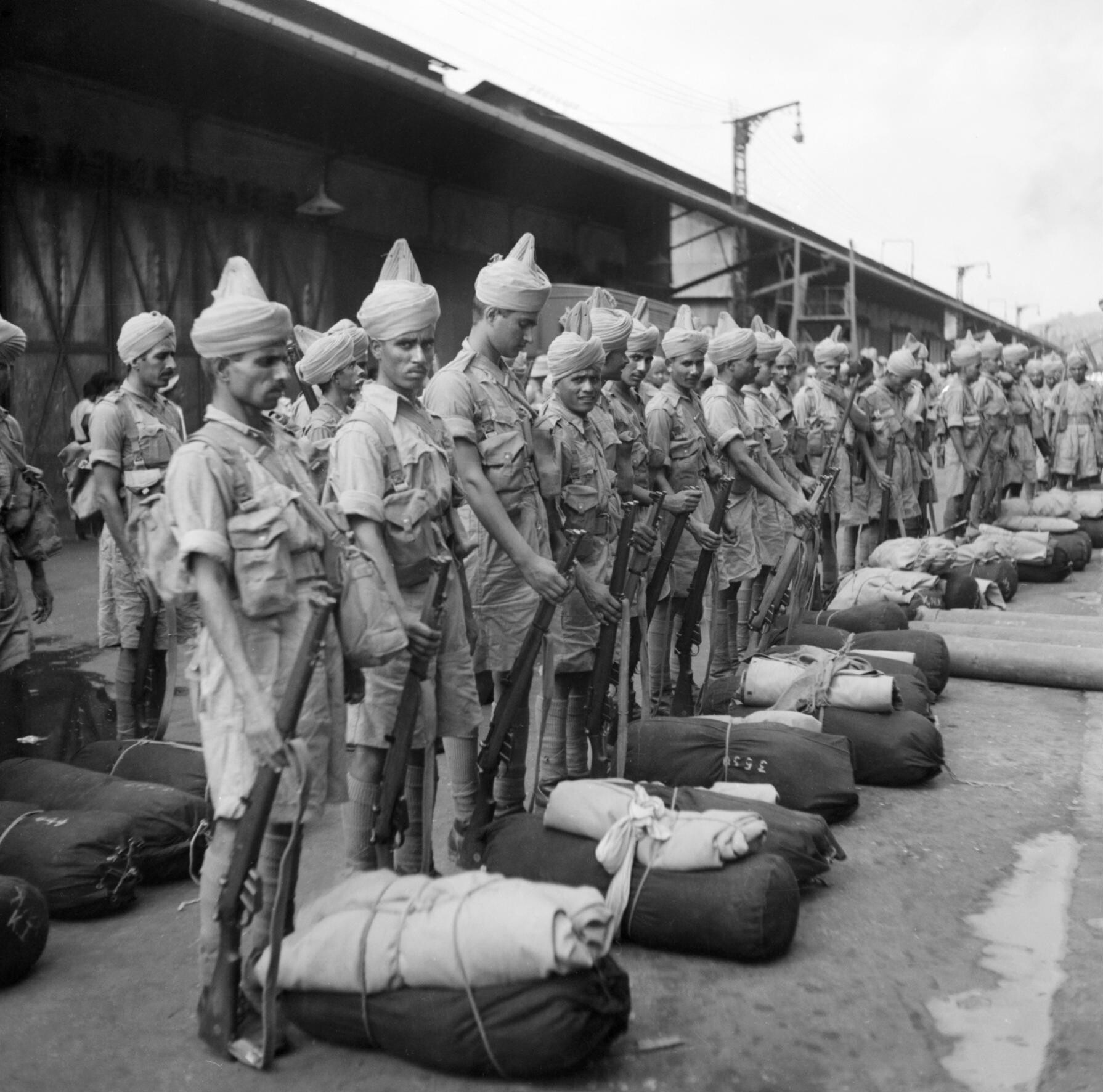
Rivista di truppe indiane appena giunte al molo di Singapore, novembre 1941.

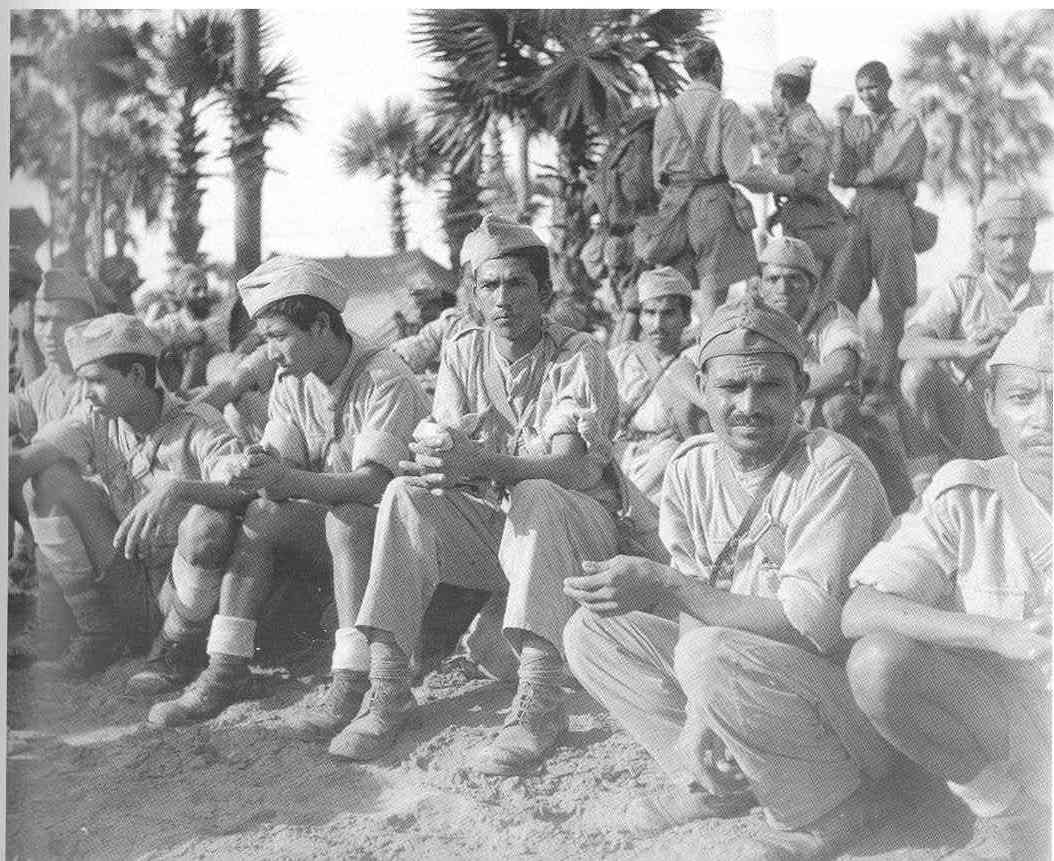
Soldati dell'Indian National Army (schierato con il Giappone) che si arresero sul monte Popa, intorno all'aprile 1945.

Nel 1939 la forza del British Indian Army era di circa 189 000 effettivi, con circa 3000 ufficiali britannici e 1115 ufficiali indiani. L'esercito fu grandemente espanso per prendere parte alla seconda guerra mondiale: nel 1945, la forza dell'esercito aveva raggiunto i 2,5 milioni circa, con circa 34 500 ufficiali britannici e 15 740 ufficiali indiani. L'esercito partecipò alle campagne in Francia, Africa orientale, Nord Africa, Siria, Tunisia, Malesia, Birmania, Grecia, Italia (specie in Sicilia). Particolarmente significativi furono i contributi nelle campagne in Abissinia e Nord Africa, contro gli italiani; ad El Alamein ed in Italia, contro i tedeschi; e nella campagna della Birmania contro i giapponesi. L'esercito in definitiva accusò 179 935 perdite: 24 338 morti, 64 354 feriti, 11 762 dispersi e 79 481 catturati [prigionieri di guerra].
Durante la guerra, alcuni nazionalisti indiani espatriati nel Sudest asiatico e l'esercito nipponico costituirono l'Indian National Army (INA) per sostenere la causa dell'indipendenza dall'Impero britannico dell'India. Come personale, poteva contare approssimativamente su 45 000 militari indiani dell'Indian Army (britannico) catturati dai giapponesi con la caduta di Singapore nel 1942. Subhas Chandra Bose fu paracadutato per guidare l'INA nel 1943, ed ampliò notevolmente l'INA stesso incorporando la comunità civile indiana in Malesia, prevalentemente tamil. Egli riuscì anche ad ottenere per l'INA un ruolo da combattimento, anche se i diffidenti giapponesi avrebbero preferito limitarlo all'acquisizione di informazioni e alla propaganda.
Nel 1944 l'INA collaborò alle offensive nipponiche contro le posizioni britanniche in Arakan e nella pianura di Imphal. Non essendo un militare di professione, Bose — detto anche "Netalji" (capo rispettato) — credeva ingenuamente che i soldati indiani del British Indian Army schierati contro l'INA avrebbero fraternizzato con quest'ultimo. Ma quelle truppe indiane resistettero saldamente, sconfiggendo invero l'INA. Ciò nonostante, Bose insisté per far assegnare all'INA un settore indipendente dell'Irrawaddy nel febbraio 1945. Malgrado le imprese estreme di alcuni combattenti INA, il loro settore cedette, e la diserzione dilagò.
Sul piano militare, l'INA cessò di esistere. Ciò non toglie che in ogni caso, dopo la guerra, ebbe un rilievo politico, per la decisione britannica di sottoporre pubblicamente alla corte marziale tre comandanti INA. Era un passo falso, poiché i politici nazionalisti indiani, che in precedenza si erano pronunciati contro l'INA, adesso cavalcavano il sentimento popolare che reclamava il rilascio degli imputati INA. Comprendendo il proprio errore, i britannici desistettero dal loro proposito. Così, anche l'INA mostrò che il Raj aveva i giorni contati.

## Repubblica dell'India
L'India diventò uno stato indipendente in seno al British Commonwealth il 15 agosto 1947. Al contempo, la parte nordoccidentale ed orientale (a prevalenza islamica) di quella che fu l'India britannica fu separata nel Dominion del Pakistan attraverso la partizione dell'India.

### Guerre principali
La Repubblica dell'India ha combattuto tre guerre ed una grande battaglia di incursione con il Pakistan, ed una guerra di confine con la Cina.

#### Prima guerra indo-pakistana, 1947

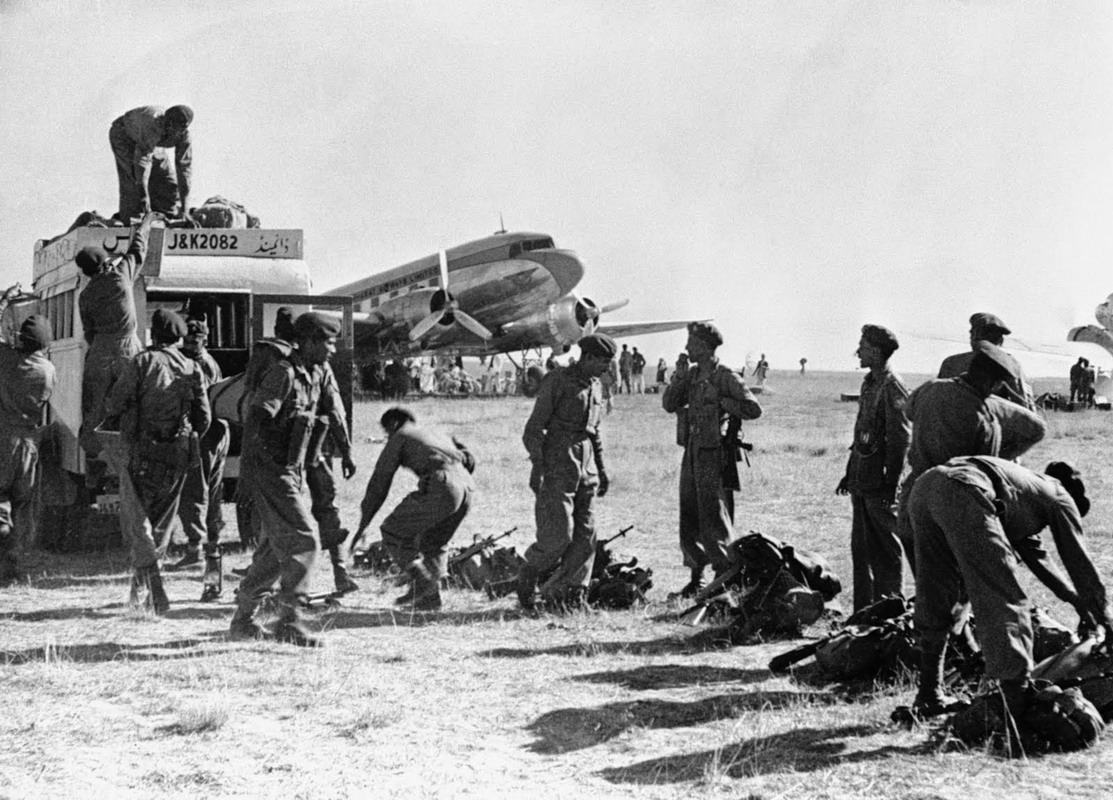
L'esercito indiano nella guerra indo-pakistana del 1947

Questo conflitto è anche chiamato Prima guerra del Kashmir. Iniziò nell'ottobre 1947, quando il Pakistan temeva che il maharaja dello stato principesco del Kashmir e Jammu aderisse all'India. A seguito della cosiddetta partizione, gli stati erano liberi di unirsi all'India, al Pakistan o rimanere indipendenti. Kashmir e Jammu, il maggiore degli stati principeschi, aveva una popolazione prevalentemente musulmana governata dal maharaja Hari Singh (che in realtà aveva deciso di rimanere equidistante dai due potenti vicini, nell'illusione di evitare scontri con l'uno o con l'altro). Le forze tribali sostenute dall'esercito pakistano attaccarono e occuparono parte dello stato principesco, inducendo il maharaja a firmare un accordo con cui lo stato principesco aderiva al Dominion dell'India, per ricevere l'aiuto militare indiano. Il Consiglio di sicurezza dell'ONU approvò la 
Risoluzione 47 il 22 aprile 1946. I fronti si cristallizzarono gradualmente lungo quella che diverrà nota come la Linea di controllo. Il cessate il fuoco fu dichiarato formalmente dalle 23:59 del 1 gennaio 1949. L'India si impossessò di circa due terzi dello stato (tra cui la valle del Kashmir, Jammu e Ladakh) laddove il Pakistan guadagnò circa un terzo del Kashmir (Azad Kashmir e Gilgit–Baltistan). La maggior parte degli studi neutrali concordano sul fatto che l'India abbia vinto la guerra, in considerazione delle conquiste territoriali appena ricordate.

#### Operazione Polo, 1948

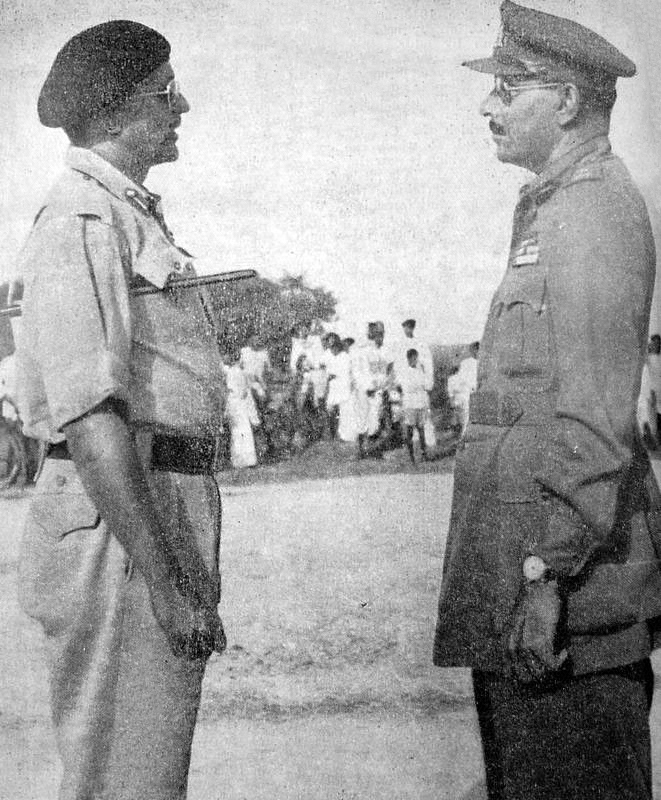
Il maggior generale El Edroos (a destra) si arrende al pari grado Jayanto Nath Chaudhuri presso Secunderabad.

Dopo la guerra con il Pakistan, l'India rivolse la sua attenzione allo stato indipendente di Hyderabad. L'India percepiva come una minaccia quel vicino stato indipendente, musulmano e potenziale alleato del Pakistan. Con un'operazione di cinque giorni (dal 13 al 18 settembre 1948, operazione Polo), l'India invase ed annesse l'Hyderabad.

#### Invasione di Goa, 1961
Nel 1961 crebbe la tensione tra India e Portogallo a causa del territorio di Goa, che il Paese europeo occupava, e quello asiatico rivendicava per sé. Dopo che la polizia portoghese aveva brutalmente represso una pacifica manifestazione disarmata a sostegno dell'unione con l'India, il governo indiano decise di invadere. Una sproporzionata campagna aeronavale e terrestre provocò la rapida resa delle forze portoghesi. In 36 ore (dal 18 al 19 dicembre 1961), 451 anni di dominio coloniale portoghese ebbero fine, e Goa fu annessa all'India. Le perdite portoghesi furono 31 morti, 57 feriti e 3 306 prigionieri. Le perdite indiane furono 34 morti e 51 feriti.

#### Guerra sino-indiana, 1962
L'India combatté una guerra di circa 30 giorni alla fine del 1962. Nessuna delle nazioni impiegò forze aeree o navali nel corso dell'aspro conflitto svoltosi sulle montagne. La Cina pose fine alla guerra proclamando un cessate il fuoco dopo aver conquistato tutto il territorio che reclamava.
La sconfitta spinse l'India ad apportare radicali cambiamenti nelle sue forze armate. Fu istituito il Ministero della produzione per la difesa, per creare un sistema produttivo bellico nazionale, che avrebbe dovuto essere indipendente ed autosufficiente. Dal 1962, nell'ambito di questo programma sono state create 62 nuove fabbriche di armamenti.

#### Seconda guerra indo-pakistana, 1965
La guerra iniziò a seguito dell'Operazione Gibraltar pakistana (agosto 1965), volta all'infiltrazione di forze in Jammu e Kashmir per provocare una rivolta contro il dominio indiano. L'India reagì lanciando un attacco di ampia scala sul Pakistan occidentale. Lo scontro durò appena 17 giorni, ma provocò migliaia di morti su entrambi i fronti, e vide la più grande battaglia di carri dopo la Seconda guerra mondiale. Le ostilità tra i due paesi terminarono con un cessate il fuoco indotto dall'intervento diplomatico di Stati Uniti ed Unione Sovietica, che portò alla Dichiarazione di Tashkent. Sebbene essa non autorizzasse conclusioni sul piano militare, tanto l'India quanto il Pakistan rivendicarono la vittoria, ed in effetti l'esito è storicamente controverso.
Le valutazioni neutrali, però, concordano generalmente sul fatto che l'India avesse ceduto terreno al Pakistan quando fu dichiarato il cessate il fuoco. 
Poiché il Pakistan, d'altronde, perse più territorio di quanto ne guadagnó durante la guerra e mancò l'obiettivo di conquistare il Kashmir, molti osservatori imparziali hanno visto il risultato come una sconfitta del Pakistan ed una vittoria strategica per l'India.

#### Guerra indo-cinese del 1967
Lo scontro indo-cinese del 1967 noto pure come incidente di Cho La (1 — 10 ottobre 1967) fu una guerra tra India e Cina nel territorio himalayano del Regno del Sikkim, all'epoca un protettorato indiano. L'Esercito Popolare di Liberazione cinese si infiltrò nel Sikkim il 1 ottobre 1967, ma venne respinto dall'esercito indiano intorno al 10 ottobre. Durante gli incidenti di Cho La e Nathu La, le perdite indiane furono 88 morti e 16 feriti, mentre i cinesi ebbero 340 morti e 450 feriti.
La guerra si concluse con le forze cinesi costrette a lasciare il Sikkim dopo essere state sconfitte dalle truppe indiane.

#### Terza guerra indo-pakistana, 1971

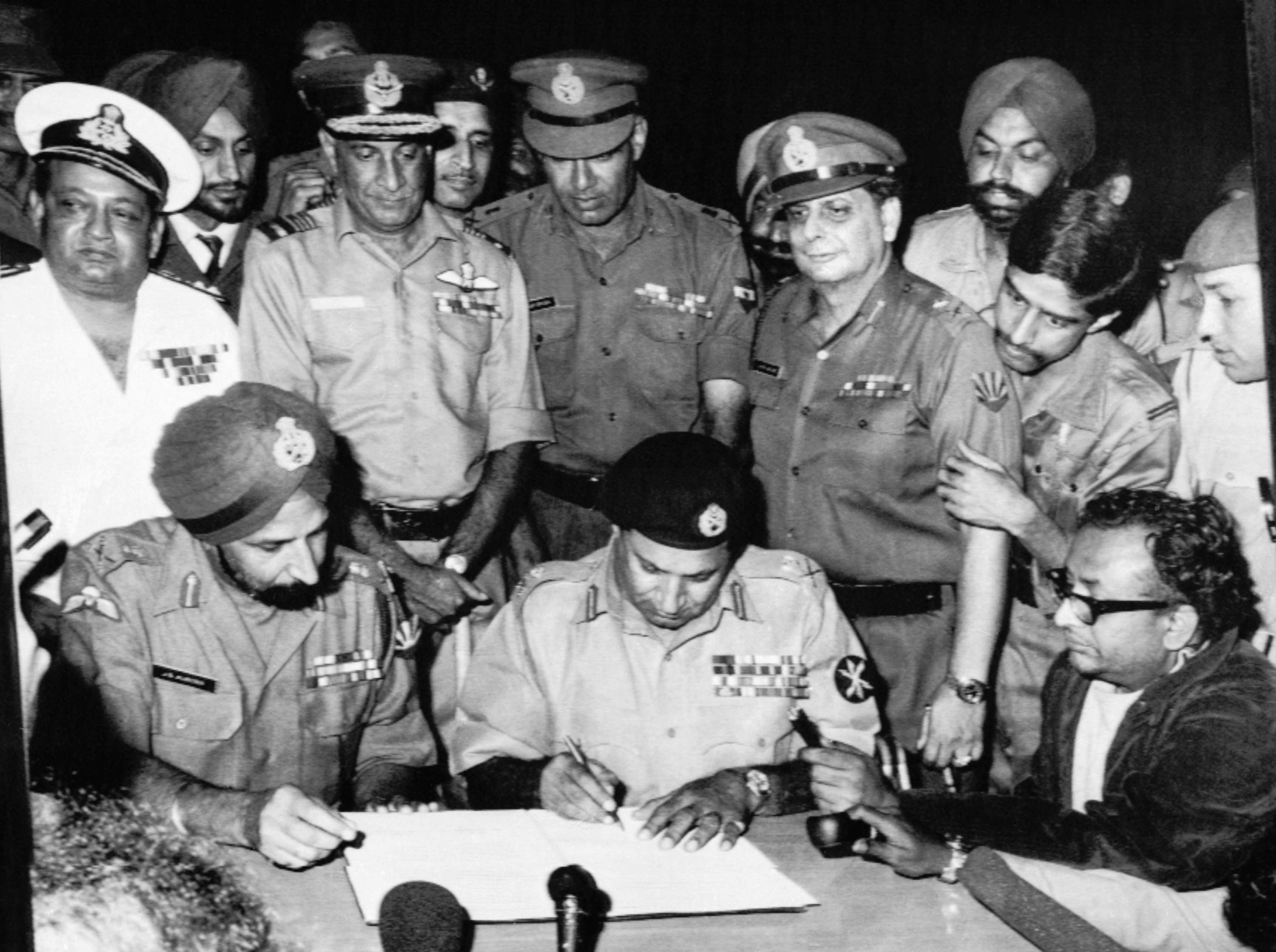
Il tenente generale pakistano A. A. K. Niazi firma la dichiarazione di resa a Dacca il 16 dicembre 1971, alla presenza del tenente generale indiano Jagjit Singh Aurora. Dietro di loro, in piedi, alcuni ufficiali indiani di esercito, marina ed aviazione. La guerra del 1971 comportò la partecipazione diretta di tutte e tre le forze armate indiane.

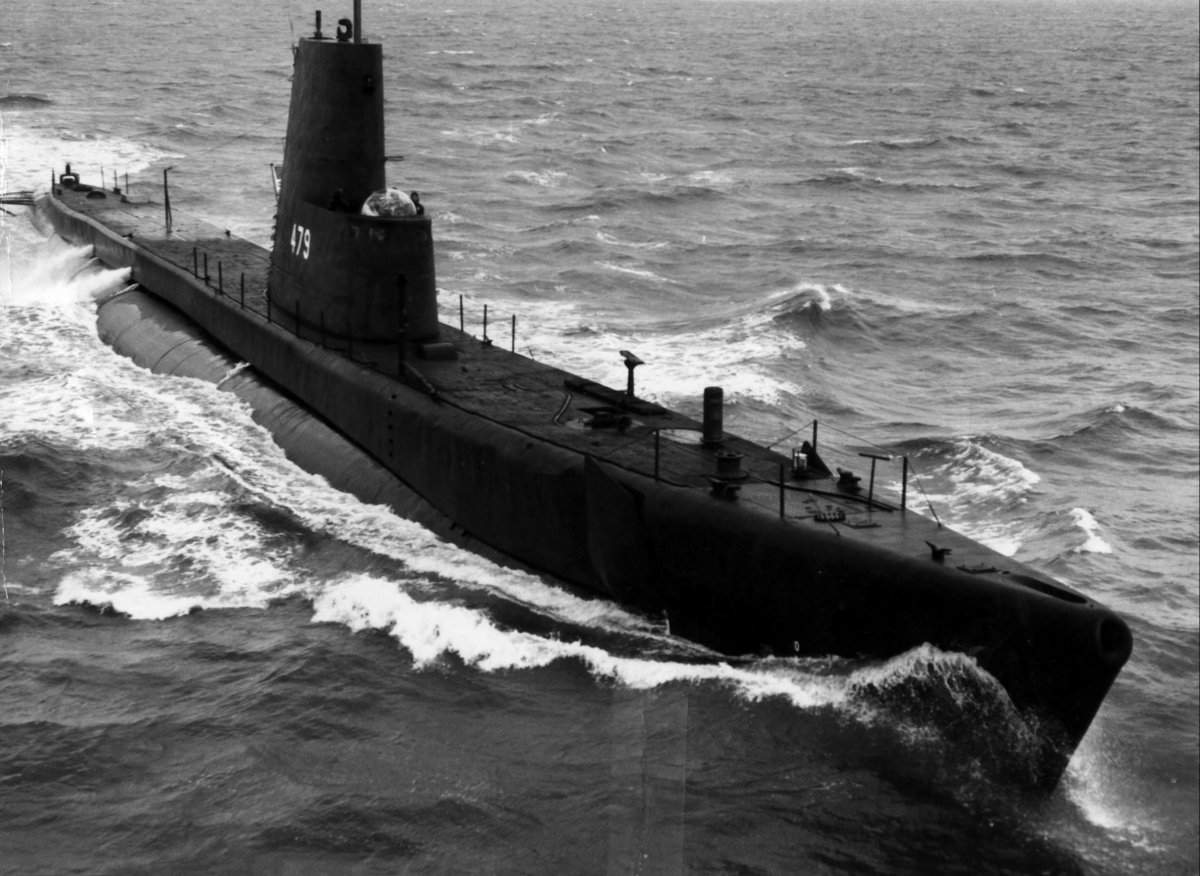
Il sottomarino pakistano PNS Ghazi, che affondò nella guerra indo-pakistana del 1971 in circostanze misteriose presso la costa di Visakhapatnam.

Questa guerra fu unica sotto il profilo che non riguardò la questione del Kashmir, ma fu piuttosto la degenerazione della crisi creata dalla battaglia politica tra Sheikh Mujib, capo del Pakistan Orientale e Yahya-Bhutto, capo del Pakistan Occidentale, crisi che sfociò nella dichiarazione di indipendenza con la quale il Pakistan Orientale si trasformò nell'odierno Bangladesh. Dopo l'Operazione Searchlight e il genocidio del Bangladesh del 1971, circa 10 milioni di bengalesi dal Pakistan Orientale ripararono nella vicina India.
L'India intervenne nel processo di liberazione del Bangladesh. Dopo un esteso bombardamento preventivo eseguito dal Pakistan, le ostilità tra i due Paesi dilagarono in guerra aperta.
Il Pakistan attaccò vari siti lungo la frontiera occidentale indiana, ma l'esercito indiano riuscì a mantenere le proprie posizioni. Detto esercito reagì prontamente ai movimenti di quello pakistano, ed anzi ottenne da principio dei successi, conquistando tra l'altro circa 15 000 km2 di territorio pakistano (terra ottenuta dall'India nei settori del Kashmir pakistano, Punjab pakistano e Sindh ma poi resi al Pakistan con l'accordo di Simla del 1972, come gesto di buona volontà). Dopo due settimane di intenso combattimento, le forze pakistane nel Pakistan Orientale si arresero al comando unificato delle forze indiane e bengalesi, con il che nacque la Repubblica Popolare del Bangladesh. Questa fu la guerra indo-pakistana più sanguinosa e determinò il più alto numero di prigionieri di guerra dopo la Seconda guerra mondiale: più di 90 000 militari e civili pakistani. Secondo un autore pakistano, il suo Paese ha "perso metà della sua marina, un quarto dell'aeronautica e un terzo dell'esercito."

#### Guerra del Siachen, 1984
Tra la fine degli anni 1970 ed i primi anni 1980, il Pakistan iniziò ad organizzare spedizioni turistiche sul ghiacciaio Siachen, territorio reclamato dall'India. Irritata da questa iniziativa, l'India lanciò la brillante Operazione Meghdoot, grazie alla quale s'impadronì di tutto il ghiacciaio Siachen. L'India si è assicurata il controllo su tutti i 70 km di lunghezza del ghiacciaio Siachen e di tutti i ghiacciai tributari, oltre a tutti i passi principali delle montagne Saltoro immediatamente ad ovest del ghiacciaio: Sia La, Bilafond La, e Gyong La. Secondo TIME, l'India ha guadagnato 3 000 km2 di territorio grazie alle sue operazioni militari sul Siachen. Vi mantiene tuttora una base militare. Il Pakistan tentò nel 1987 e nel 1989 di riprendersi il ghiacciaio, ma non ebbe successo. Il conflitto terminò con la vittoria dell'India. Il cessate il fuoco resiste dal 2003.

#### Guerra del Kargil, 1999 (Operazione Viay (1999))

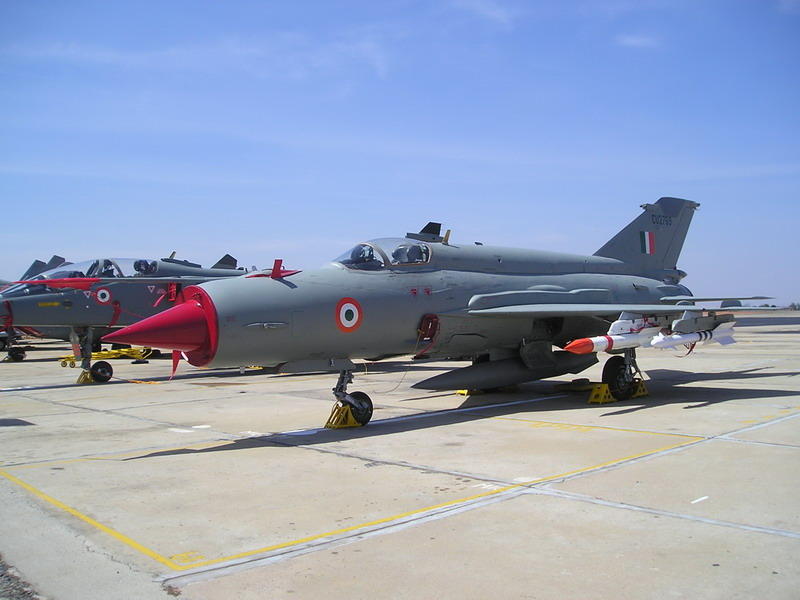
I MiG-21 della IAF furono largamente impiegati nella guerra del Kargil.

Comunemente noto come guerra del Kargil, questo conflitto tra i due Paesi fu piuttosto limitato. Al principio del 1999, le truppe pakistane si infiltrarono attraverso la Linea di controllo e occuparono parte del territorio indiano, per lo più nel distretto di Kargil. L'India reagì lanciando un'imponente offensiva militare e diplomatica per respingere gli invasori pakistani. Dopo due mesi di conflitto, le truppe indiane avevano lentamente ripreso la maggior parte dei rilievi che erano stati insidiati dagli infiltrati. Stando al resoconto ufficiale, si stima che fossero ritornati sotto il controllo indiano un 75%–80% dell'area attaccata e quasi tutte le alture. Temendo che il conflitto potesse inasprirsi su vasta scala, la comunità internazionale, guidata dagli Stati Uniti, intensificò la pressione diplomatica sul Pakistan affinché ritirasse le proprie forze anche dal territorio indiano rimanente. Esposta al rischio di isolamento internazionale, la già fragile economia pakistana si indebolì ulteriormente. Il morale delle forze pakistane si abbatté dopo la ritirata, anche per le pesanti perdite patite da molte unità della Northern Light Infantry. Il governo rifiutò di ricevere le spoglie di molti ufficiali, una decisione che suscitò sdegno e proteste nelle aree del nord. In principio il Pakistan non riconobbe molte delle sue perdite, ma Nawaz Sharif successivamente dichiarò che più di 4 000 soldati pakistani erano morti nell'operazione e che il Pakistan aveva perso la guerra. Entro fine luglio 1969 erano cessate le ostilità organizzate nel distretto di Kargil e la guerra si era definitivamente conclusa con una netta vittoria militare e diplomatica per l'India.

### Altre operazioni

#### Fronte Nazionale mizo, 1966
Nel marzo 1966 i ribelli mizo nell'Assam proclamarono l'indipendenza ed attaccarono uffici governativi e posti militari. La rivolta fu sedata alcune settimane dopo, ma alla fine il Mizoram divenne uno stato indiano distinto.

#### Operazione Blue Star, 1984
Nel giugno 1984 il primo ministro in carica Indira Gandhi ordinò un attacco contro i separatisti sikh appartenenti al movimento Khalistan che si erano asserragliati nel tempio d'Oro di Amritsar. L'operazione causò la morte di un numero tra 500 e 1 500 civili, e gravi danni all'Akal Takht.

#### Missione in Sri Lanka, 1987–1990
L'Indian Peace Keeping Force (IPKF) svolse, tra il 1987 ed il 1990, una missione nello Sri Lanka settentrionale ed orientale per disarmare le Tigri Tamil in forza all'Accordo India-Sri Lanka. Fu una battaglia difficile per l'esercito indiano, non addestrato alla guerra non convenzionale. Dopo aver perso circa 1 200 effettivi e parecchi carri T-72, l'India finì per abbandonare la missione di concerto con il governo srilankese.  In quella che fu etichettata come Operazione Pawan, l'aeronautica indiana compì circa 70 000 missioni di volo verso e nello Sri Lanka.

#### Operazione Cactus, 1988

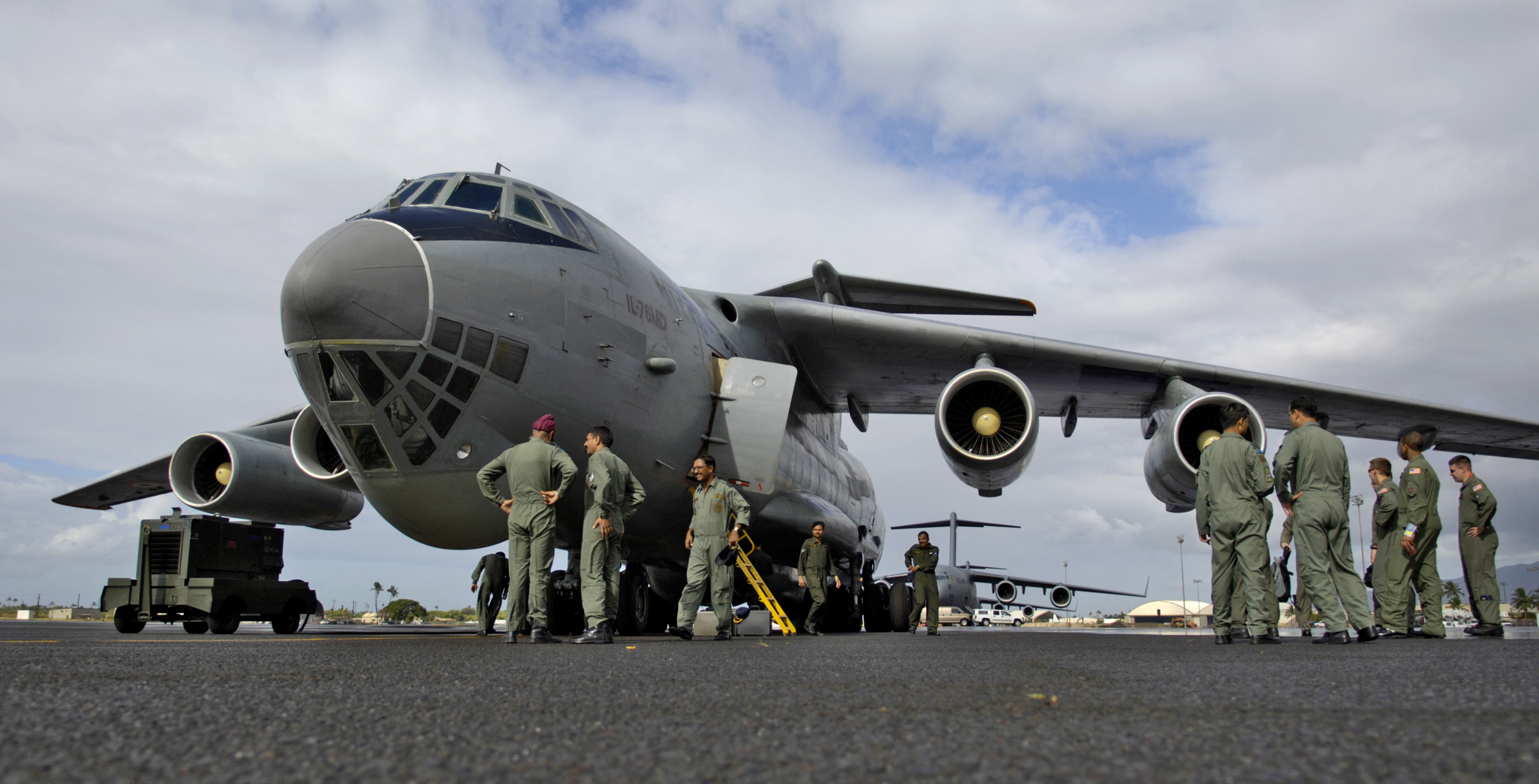
Un Ilyushin Il-76 della Bhāratīya Vāyu Senā, del tipo di quelli impiegati per l'operazione Cactus

Nel novembre 1988, il governo delle Maldive richiese l'aiuto militare indiano per contrastare un'invasione di mercenari. La notte del 3 novembre l'aeronautica indiana aviotrasportò le forze speciali paracadutiste da Agra con un ponte aereo ininterrotto da 2 000 km verso le Maldive. I paracommando atterrarono ad 
Hulhulé, ripristinarono la sicurezza nell'aeroporto, e restaurarono il governo legittimo a Malé in poche ore e senza spargimento di sangue.

### Programma missilistico

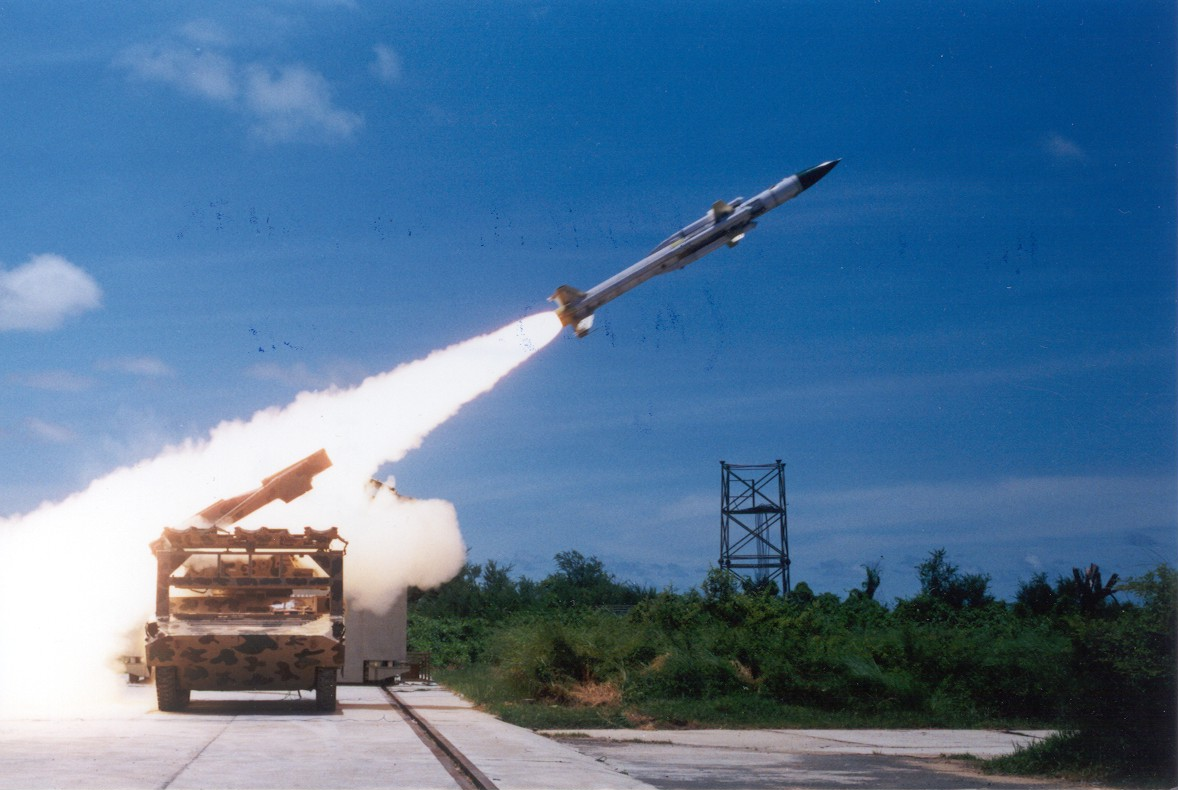
Lancio di collaudo di un missile Akash presso l'Integrated Test Range (ITR), Chandipur (Orissa).

L'India ha capacità missilistiche ben sviluppate a partire dall'Indian Space Research Organisation. L'Integrated Guided Missile Development Programme (IGMDP) fu costituito nel 1983 con l'intento di ottenere l'autosufficienza nello sviluppo e produzione di missili. Al momento si articola su sei progetti principali:
- Missile balistico Agni
- Missile balistico Prithvi
- Missile terra-aria Akash
- Missile terra-aria Trishul
- Missile guidato anticarro Nag
- Missile da crociera Nirbhay

Attualmente la DRDO sta sviluppando Surya, una serie avanzata di ICBM che — a detta del governo — dovrebbe avere un raggio di azione di oltre 10 000 km. Questo lo metterebbe alla pari dei missili avanzati di Stati Uniti, Russia e Israele. L'India è il quarto Paese nel mondo che abbia sviluppato un efficace scudo di difesa missilistica, l'Indian Ballistic Missile Defence Programme.

### Programma nucleare

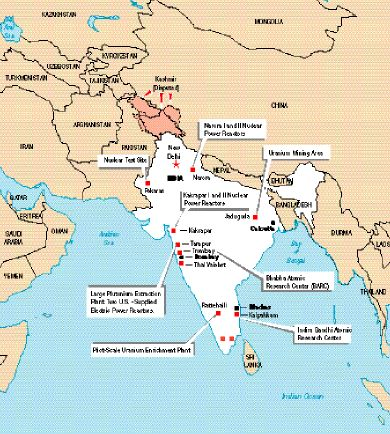
Nella mappa tracciata dalla US Marine Intelligence, i siti indiani per i test nucleari, 1997.

Nel 1974 l'India provò una bomba nucleare con una potenza di 15 kilotoni. Il test ebbe il nome in codice Smiling Buddha. L'11 e il 13 maggio 1998 l'India eseguì complessivamente cinque test nucleari sotterranei e si dichiarò uno stato nucleare. Tra i vari ordigni c'era Shakti I: una bomba all'idrogeno detonata nel quadro dei test Pokhran-II. È stato riferito che l'energia rilasciata fosse pari a 45 kt.

## Sviluppi recenti
L'India è al terzo posto per numero di truppe ("attive") dopo Stati Uniti e Cina. La componente paramilitare della Repubblica di India è una delle più numerose al mondo, disponendo di oltre un milione di effettivi. Bramosa di apparire come virtuale superpotenza, l'India ha intrapreso una fase di intenso rinnovamento delle proprie forze armate dalla fine degli anni 1990. L'India ha scelto di sviluppare equipaggiamenti militari di produzione nazionale piuttosto che dipendere da altri Paesi per tali forniture. La maggior parte del naviglio da guerra, dei veicoli corazzati, dei missili e delle munizioni indiani è di progettazione e fabbricazione locale.

### Collaborazione militare con altri Paesi

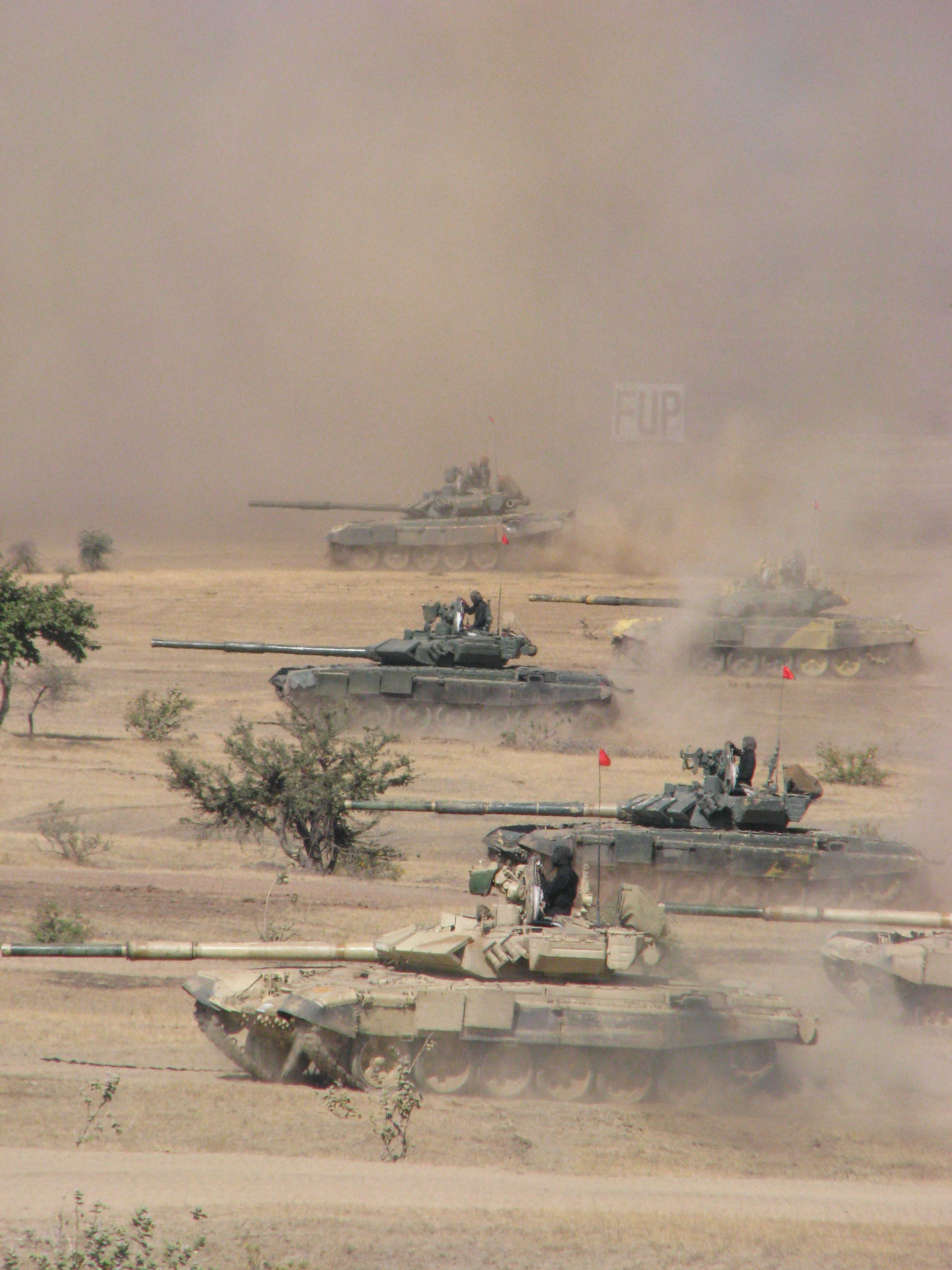
Carri indiani T-90 Bhishma durante un'esercitazione nel deserto di Thar (Rajasthan). Si notino le due diverse batterie di lancio sulla torretta.

Nel 1997 l'India accettò di partecipare allo sviluppo del programma russo Перспективный авиационный комплекс фронтовой авиации - Perspektivnyi Aviatsionnyi Kompleks Frontovoi Aviatsyi ("Complesso aereo di nuova generazione per forze aeree tattiche", o Prospective Air Complex for Tactical Air Forces in inglese). Uno degli obiettivi principali del programma era sviluppare un caccia di 5ª generazione; il prototipo del Su-47  superò il suo primo volo di collaudo nel 1997. Il BrahMos, missile da crociera supersonico sviluppato assieme alla Russia, fu ugualmente collaudato con successo nel 2001. L'India sta collaborando anche con Israele per sviluppare aerei senza pilota.
L'India ultimamente si è orientata ad acquistare la tecnologia militare che sta dietro all'equipaggiamento militare piuttosto che l'equipaggiamento in sé. Quali esempi recenti si possono citare il caccia multi-ruolo Sukhoi Su-30MKI e il carro da combattimento T-90, entrambi di origine russa, e il sottomarino diesel Scorpène dalla Francia. Nel 2004 l'India ha acquistato da altri Paesi equipaggiamenti militari per un valore di 5,7 miliardi di dollari, in tal modo divenendo il primo importatore di armi fra le nazioni in via di sviluppo.

### Disastri
Il 28 aprile 2000 un incendio nel deposito di Bharatpur distrusse munizioni per un valore di 58 milioni di dollari. Un altro incendio nel deposito secondario di Pathankot causò la perdita di munizioni per 4,2 milioni di dollari. Il 24 maggio 2001, sempre il fuoco fece sparire munizioni per 56 milioni di dollari.

### Onorificenze
Le più alte decorazioni indiane per merito di guerra sono, in ordine decrescente, le Param Vir Chakra, Maha Vir Chakra, e Vir Chakra. Gli equivalenti per il tempo di pace sono rispettivamente le Ashoka Chakra, Kirti Chakra e Shaurya Chakra. Le ultime due erano note in precedenza, rispettivamente, come Ashoka Chakra, II Classe e Ashoka Chakra, III Classe. Le onorificenze del tempo di pace sono state occasionalmente riconosciute anche a civili. Per servizio lodevole, le decorazioni sono le medaglie Param Vishisht Seva, Athi Vishisht Seva, e Vishisht Seva.